# クリーブランド・ブラウンズ
クリーブランド・ブラウンズ（英語: Cleveland Browns、略称: CLE）は、アメリカ合衆国オハイオ州クリーブランドに本拠地を置くNFLチーム。AFC北地区に所属している。
1946年の創立から4年連続でAAFCチャンピオンに輝いた後、1950年のNFL加入から3年連続でNFLチャンピオンに輝く古豪であるが、現在のチームは1999年に再度設立された2代目のチームである。これは1996年に初代ブラウンズのボルチモア移転が、当時のオーナーのアート・モデルによって決定された際に、ファンの反対によって、愛称や歴史などチームのロイヤリティはクリーブランド市に残され、その後新チームが「ブラウンズ」を引き継ぐ形で設立されたため。このエクスパンションによってNFLは全31チームとなり、それが現在の32チーム体制につながった。
NFL32チームの中で唯一チームロゴを持たないため、ヘルメットは中央部に茶色と白のストライブが入ったオレンジ色の無地となっている。NFLの公式サイトなどでも、他のチームがロゴマークで表されているところ、ブラウンズはヘルメットの絵となっている。前述のように古豪チームであったが、2002年の4地区制移行後は地区で唯一優勝経験のない苦しいチーム状況が続いている。2020年シーズンに26年ぶりにプレーオフで1勝した。
本部や練習場は、同じオハイオ州のベリアに所在している。

## 歴史

### 1970年まで

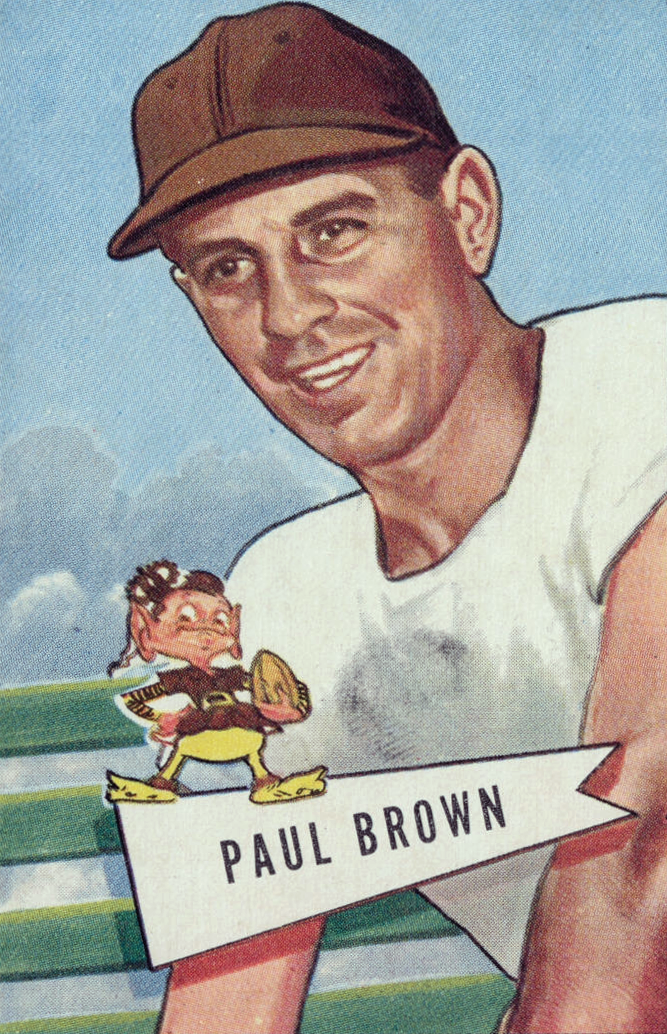
初代ヘッドコーチでチーム名の由来となったポール・ブラウン

1946年、NFLに対抗して創設されたオール・アメリカ・フットボール・カンファレンス(All-America Football Conference／AAFC)の一員として、アーサー・B・マクブライドによって創設された。ちなみに、サンフランシスコ・フォーティナイナーズも同じ年に創設されてAAFCに参加している。
チーム名は最初、クリーブランドの新聞プレイン・ディーラーで行われた投票で「パンサーズ」が選ばれたが、過去に「クリーブランド・パンサーズ」というフットボールチームが存在し、地元の実業家がその名前の権利を保有していることを連絡してきた。チームは別にチーム名命名コンテストを実施し、ヘッドコーチであるポール・ブラウンの名にちなんで「ブラウンズ」となった。ブラウンは、実際にはボクシングのヘビー級チャンピオンジョー・ルイスにちなんだ「ブラウンボンバーズ」が最も多い得票数だったが、後に撤回され、ブラウン自身の名をつけることを承諾したと述べている。AAFCは4年間存続した後NFLに統合されたが、ブラウンズは4シーズン全てでチャンピオンシップを獲得し、4シーズンを通して4敗しかしなかった。
NFLとAAFCの合併後、ブラウンズはサンフランシスコ・フォーティナイナーズおよびボルチモア・コルツとともに、1950年にNFLに移動した。批評家は、AAFCの全体的な弱さがブラウンズを目立たせていると考えていた。しかし、ブラウンズは最初のNFL公式試合において、2年連続でNFLチャンピオンであったフィラデルフィア・イーグルスからパスで346ヤード、トータルで487ヤード獲得し、35対10で勝利した。そして最初の年のNFLチャンピオンシップで、試合終了直前にルー・グローザのフィールドゴールによりロサンゼルス・ラムズを破り優勝した。ブラウンズは続く5度のタイトルゲーム出場を果たし、1954年と1955年に連覇した。1946年から1955年までのチーム創設から10年で、ブラウンズは毎年チャンピオンシップゲームに出場（最初の4回はAAFC）し、7回優勝を果たした。
1956年シーズン開幕前に、オットー・グレアムが怪我のため引退すると、3人のQB、ジョージ・ラターマン、ベイブ・パリリ、トミー・オコネルが起用されたが、全員タッチダウンよりも被インターセプト回数が多く、チームは5勝7敗と初めて負け越した。
1957年のドラフトでシラキューズ大学のフルバック、ジム・ブラウンを獲得した。ジム・ブラウンは1年目から12試合で942ヤードを走りリーディングラッシャーとなり、またルーキー・オブ・ザ・イヤーに輝いた。チームは9勝2敗1分でチャンピオンシップゲームに出場したが。2人のQB、トミー・オコネルとミルト・プラムがデトロイト・ライオンズに6回のターンオーバーを許し14-59と大敗した。1958年、ジム・ブラウンは他のランニングバック全てのほぼ2倍以上となる1527ヤードを走り、リーディングラッシャーとなった。ブラウンはキャリア9年間の内、7回1000ヤードラッシャーとなったが、その間チームが優勝したのは1964年の1回のみであった。
1961年、アート・モデルが、1953年からオーナーを務めていたデビッド・ジョーンズからチームを購入した。1962年、シーズン7勝6敗1分の成績に終わると、翌1963年1月9日、ヘッドコーチを務めたポール・ブラウンとの契約打ち切りが、アート・モデルをはじめ過半数のオーナーの支持により決定された。決定に至る議論は地方紙のストライキ中に進行し、大きな物議を醸すことはなかった。クリーブランドのスポーツライター、フランク・ギボンズは契約打ち切りについて、「ターミナルタワー（クリーブランドで一番高いビル）を倒すようなものだ」と語っている。後任のヘッドコーチにはブラウンの下で長年アシスタントコーチを務めたブラントン・コリエルが就任した。
1963年にチームは10勝4敗、ジム・ブラウンは1863ヤードを走った。1964年には10勝3敗1分で7年ぶりにチャンピオンシップゲームに出場、ボルチモア・コルツを27-0で破った。この試合のMVPには3回のタッチダウンパスレシーブを見せたゲイリー・コリンズが選ばれた。1965年、ジム・ブラウンの引退後の1968年、1969年もチャンピオンシップゲームに進出したが優勝は果たせず、1970年シーズン終了後にコリエルヘッドコーチは辞任、オフェンスコーディネーターのニック・スコリッチが新ヘッドコーチとなった。

### 1971年から1984年
NFLとAFLの統合後、最初のシーズンとなった1971年にはAFC中地区で優勝、1972年もワイルドカードでプレーオフに出場したが初戦で敗れた。1973年にチームはプレーオフ出場を逃し、1974年にはQBにマイク・フィップスとルーキーのブライアン・サイプが起用されたが、2人合計でTDパス10回に対し被インターセプト24回を数えた。ディフェンスもリーグワーストの344失点でチームは4勝10敗と低迷した。スコリッチは解任され、1975年からフォレスト・グレッグがヘッドコーチとなった。
1975年、レギュラーシーズンは開幕から9連敗したが、シンシナティ・ベンガルズ戦でシーズン初勝利をあげると、その3週後のカンザスシティ・チーフス戦では3年目のRBグレッグ・プルイットが214ヤードを走る活躍を見せ、チームは3勝11敗でシーズンを終えた。
1976年には開幕戦で勝利したものの、エースQBのマイク・フィップスは負傷欠場することとなり、その後3連敗したが、控えQBのブライアン・サイプが活躍を見せ、10月10日には2年連続スーパーボウル優勝を果たしているピッツバーグ・スティーラーズに18-16で勝利するなど、最終的に9勝5敗でシーズンを終えグレッグヘッドコーチは最優秀コーチ賞を受賞、グレッグ・プルイットも1000ヤードラッシャーとなった。
1977年もシーズン序盤から好調を維持したが、ブライアン・サイプが11月13日のピッツバーグ・スティーラーズ戦でジャック・ランバートのヒットを受け負傷し、最後の5試合でわずか1勝しかあげられず6勝8敗に終わり、グレッグヘッドコーチは最終週のゲーム前に解雇され、ディック・マゼロウスキが臨時ヘッドコーチとなった。
1978年からサム・ラティグリアーノがヘッドコーチとなり、怪我から復帰したQBサイプが2900ヤードを投げ21TDパスをあげる活躍を見せ、ランニングバックのグレッグ・プルイット、マイク・プルイットが二人合わせて2500ヤードを走ったが、パスディフェンスにもろさを見せて8勝8敗に終わった。

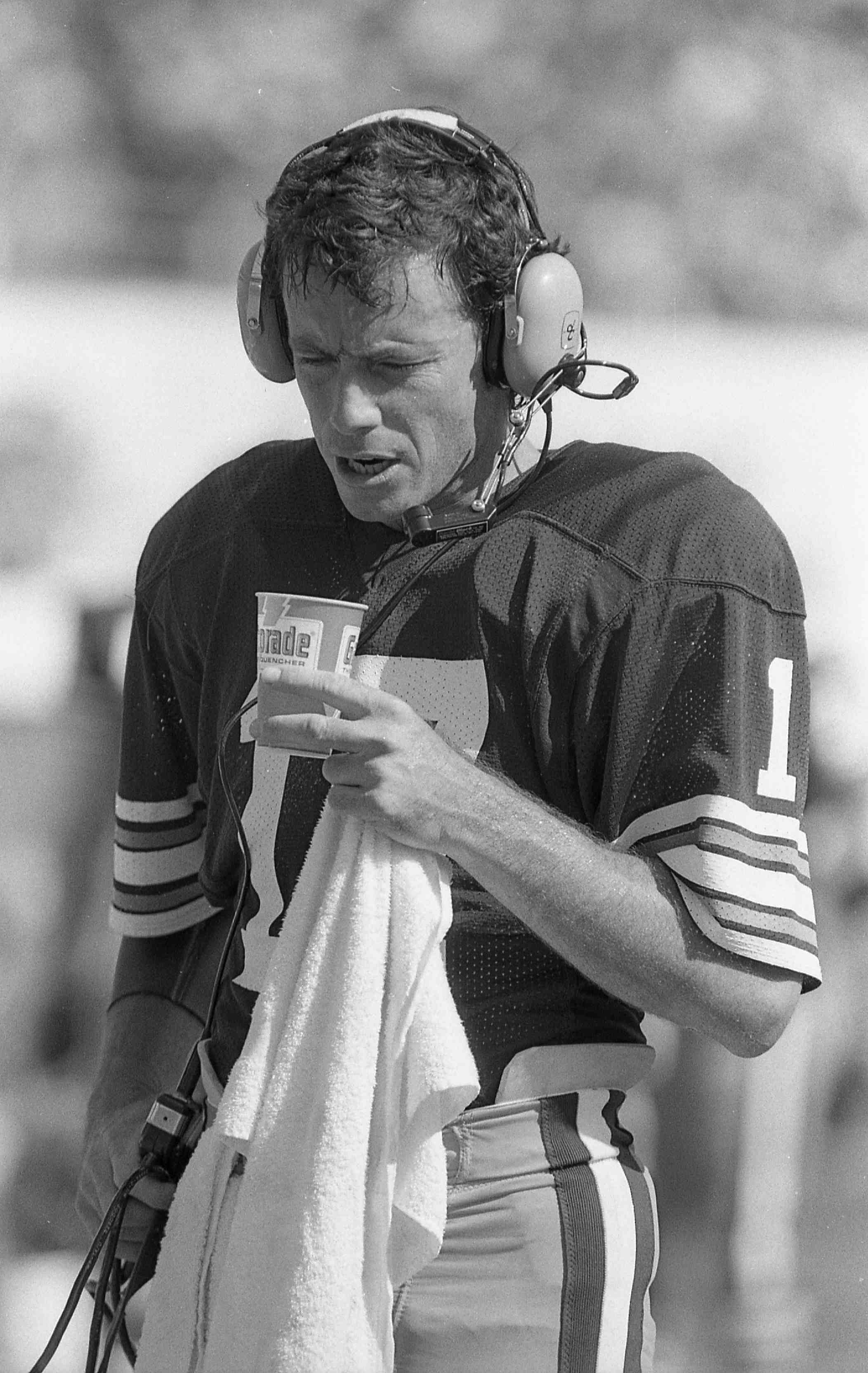
カーディアック・キッズ（Kardiac Kids）と呼ばれた1979年から1980年のブラウンズでQBを務めたブライアン・サイプ

1979年シーズンには開幕から4連勝を果たした。このうち3試合は残り1分または延長による勝利であった。僅差による勝利が続いたチームは"Kardiac Kids"と呼ばれた。サイプはスティーブ・グローガンと共にリーグ最多の28タッチダウンをあげたが、26被インターセプトもリーグ最多であった。マイク・プルイットは1294ヤードを走りプロボウルに選ばれたが、ディフェンスは相変わらず弱点で特にランディフェンスはリーグ最低であり、チームは9勝7敗でヒューストン・オイラーズ、ピッツバーグ・スティーラーズに次いで地区3位に終わった。
1980年にはサイプが4000ヤードを越えるパスを投げ、30TDパス、被インターセプト14回でシーズンMVPに選ばれた。11勝5敗で地区優勝を果たして8年ぶりのプレーオフ出場を果たしたがオークランド・レイダースに12-14と惜敗した。
1981年、サンディエゴ・チャージャーズとの開幕戦となったマンデーナイトフットボールでサイプは57回のパスを投げたが、14-44で敗れた。この年、サイプはタッチダウンパス17回、インターセプト25回に終わり、タイトエンドのオジー・ニューサムがパスレシーブで1004ヤードを獲得、6タッチダウンをあげてプロボウルに選ばれたのが唯一の明るいニュースであった。
1982年にはサイプとポール・マクドナルドの2人が先発QBとして起用された。ストライキで短縮されたこのシーズンは4勝5敗に過ぎない成績だったが、拡大されていたプレーオフに出場し、初戦で敗れた。
1983年にはサイプが復活し26TDパスを投げて3566ヤードを獲得、マイク・プルイットも1184ヤードを走り10TDをあげた。延長戦での勝利を2回あげるなど接戦をものにしたが9勝7敗で惜しくもプレーオフ出場を逃した。
1984年は再建の年となった。QBのサイプはUSFLに移籍し、マイク・プルイットも1984年シーズン終了後にバッファロー・ビルズに移籍した。シーズン1勝7敗となったところでラティグリアーノヘッドコーチは解任され、マーティ・ショッテンハイマーが残り試合の指揮を執り、5勝11敗でシーズンを終えた。

### 1985年から

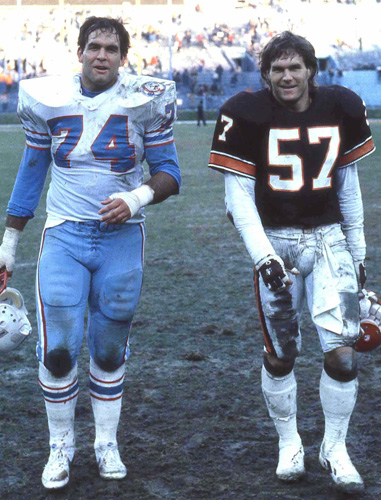
兄弟で活躍した兄のクレイ・マシューズ（右）と弟のブルース・マシューズ（オイラーズ）

1985年、ブラウンズはマイアミ大学のQB、バーニー・コーザーをサプルメンタルドラフトで獲得した。コーザーはシーズン半ばにはゲイリー・ダニエルソンから先発の座を奪った。コーザーは先発した6試合中4試合で勝利をあげ、若いRBアーネスト・バイナー、ケビン・マックは共に1000ヤードラッシャーとなった。8勝8敗であったが地区優勝を果たしプレーオフに出場した。マイアミ・ドルフィンズとのディビジョナルプレーオフでは一時21-3とリードしたが後半に入るとダン・マリーノ率いるドルフィンズのオフェンスにタッチダウン3本を返されて21-24で逆転負けを喫した。1985年から1989年にかけてチームは5年連続プレーオフに出場したがうち3回はデンバー・ブロンコスにAFCチャンピオンシップゲームで敗れた。
1986年にはコーザーがパスを3854ヤード投げ、ディフェンスからは5人（チップ・バンクス、ハンフォード・ディクソン、ボブ・ゴーリック、クレイ・マシューズ・ジュニア、フランク・ミニフィールド）がプロボウルに選出される活躍を見せてAFCトップの12勝4敗でプレーオフでのホームフィールドアドバンテージを確保した。ニューヨーク・ジェッツとのディビジョナルプレーオフでは残り4分で10-20とリードされ第3ダウン残り24ヤードのピンチとなったがマーク・ギャスティノーのラフィング・ザ・パッサーの反則により、ファーストダウンを更新、その後ケビン・マックがTDラン、ジェッツの攻撃を3回でディフェンスが止めて、タイムアウトなしの残り51秒にはコーザーからウェブスター・スローターへのパスが通り、残り7秒でマーク・モーズリー が同点FGをあげて試合はイオーバータイムに突入した。オーバータイムに入りモーズリーはFGを1本ミスしたが、ダブルオーバータイムの末、再びモーズリーに出番が回り決勝FGが決まりブラウンズが勝利した。ブロンコスとのAFCチャンピオンシップゲームでは残り5分11秒で相手オフェンスに対して自陣2ヤードからの攻撃を強いたが、ジョン・エルウェイの後にザ・ドライブと呼ばれるプレーで同点にされオーバータイムに相手キッカー、リッチ・カーリスのFGが決まりシーズンを終えた。
1987年もコーザーは3000ヤード以上を投げ、タッチダウンパス22本を通した。プロボウルにはコーザー、マック、ディクソン、ゴーリック、ミニフィールド、マシューズ、WRのジェラルド・マクニール、オフェンスラインのCody Risienが選ばれた。10勝5敗でシーズンを終えたチームはディビジョナルプレーオフでインディアナポリス・コルツを38-21で破り2年連続ブロンコスとAFCチャンピオンシップゲームで対戦した。ハーフタイムで3-21とリードを許したが第3Qにはコーザーからアーネスト・バイナー、レジー・ランホーンへのTDパスが通り、第4Q初めにはウェブスター・スローターへの4ヤードのTDパスが決まり試合は31-31と振り出しに戻った。ブロンコスはサミー・ワインダーがあげたTDで再びリードしたが5分弱の時間が残されておりブラウンズは残り1分12秒で敵陣8ヤードまで前進し、アーネスト・バイナーにボールを持たせてオープンに走らせた。このプレイ（ザ・ファンブルと呼ばれるようになった。）でバイナーは相手選手のヒットを受けてファンブルしてしまった。その後、ブロンコスは意図的にセイフティで失点し、ブラウンズは33-38で敗れた。
1988年はコーザーがカンザスシティ・チーフスとの開幕戦で負傷、その怪我が原因でシーズン後半を欠場した。コーザーが先発した試合は6勝3敗で、他のQBが先発した試合は4勝3敗、最終週に吹雪の中、地元クリーブランドで行われたヒューストン・オイラーズ戦に勝利して10勝6敗で終えてワイルドカードによりプレーオフに出場した。プレーオフはオイラーズとホームでの再戦であったが先発QBのドン・ストロックが負傷退場後にマイク・ペイゲルが登場しタッチダウンで追いすがったものの、最後オンサイドキック3回のチャンス（オイラーズに反則があったため蹴り直しがされた。）をものにできず23-24で敗れた。この試合を最後にマーティ・ショッテンハイマーヘッドコーチはチームを去りカンザスシティ・チーフスのヘッドコーチとなり、後任にはバド・カーソンが就任した。
1989年、怪我から復帰したコーザーが全16試合に先発出場した。チームは7勝3敗から引き分けを含み3連敗してプレーオフ出場が危ぶまれたが最後の2試合に勝利し9勝6敗1分で終わり9勝7敗となった同地区のオイラーズ、スティーラーズを抑え地区優勝を果たした。プレーオフではバッファロー・ビルズと対戦、ジム・ケリーが試合最後のプレイでTDを狙ったパスをクレイ・マシューズがインターセプトし34-30で勝利した。ブロンコスとのAFCチャンピオンシップゲームでは終始リードを許し21-37で敗れた。
1990年にはコーザーがデビューして初めてインターセプト数（15）がタッチダウン数（10）より多い数字に終わり、ラッシングオフェンスはリーグ最下位、ラッシングディフェンスも底辺に近い成績しか残せず3勝13敗に終わった。また2勝7敗になったところでカーソンヘッドコーチは解任され暫定ヘッドコーチにジム・ショフナーが就任したがシーズンの残り7試合中1勝しかあげられずに終わり、1991年からのヘッドコーチにはディフェンスコーディネーターのビル・ベリチックが昇格した。
1991年、チーム成績は6勝10敗で終え、コーザーの成績も18タッチダウン、9インターセプトと改善された。この年RBのリロイ・ホードがブレークした。
1992年はコーザーはシーズンのほとんどをサイドライン上で過ごしマイク・トムザックが先発した。チームはAFC中地区の優勝争いに加わったが最後の3試合を落とし7勝9敗で終えた
1993年、ベリチックはコーザーをカット、タンパベイ・バッカニアーズの先発QBだったビニー・テスタバーディを獲得した。チームは地区首位を走っていたがテスタバーディが負傷し欠場、控えQBのトッド・フィルコックスが代役を務めたが最後の9試合中2勝しかできず7勝9敗で終えた。なおチームを退団したコーザーはこの年、ダラス・カウボーイズに加入、スーパーボウルリングを手に入れた。
1994年、QBはチームの弱点であったが、ディフェンスは1プレイあたり相手オフェンスに許した平均ヤードはNFL最少という成績を収め、プロボウルに4人の選手（ロブ・バーネット、ペッパー・ジョンソン、マイケル・ディーン・ペリー、エリック・ターナー）を送り込んだ。チームは11勝5敗で4年ぶりにプレーオフに出場、ワイルドカードプレーオフではニューイングランド・ペイトリオッツのドリュー・ブレッドソーをディフェンスが3回サックし、20-13で破ったが、ディビジョナルプレーオフで同地区のライバル、ピッツバーグ・スティーラーズに9-29で敗れた。この年、前ワシントン・レッドスキンズのQBマーク・リッピンと契約したが、1年でセントルイス・ラムズへ移籍した。
1995年11月6日、オーナーのアート・モデルが、1996年より、1983年までコルツがフランチャイズを置いていたボルチモアにチームを移転すると発表した。翌7日、クリーブランド市議会は1億7500万ドルをかけてクリーブランド・スタジアムを改修することを決めたが、モデルの構想ではスタジアムを取り壊し、新スタジアム建設に3億ドルが必要と計算されていた。
ブラウンズのファンはこのニュースに怒り、100件以上の訴訟がクリーブランド市などに対して行われた。地元出身のドリュー・キャリーは11月26日にクリーブランドに戻り、移転阻止のためのファンの集会を開いた。移転への抗議行動はライバルのスティーラーズの地元、ピッツバーグでも行われた。さらにチームスポンサーもこの動きに加わり、クリーブランド・スタジアムから広告を引き上げた。
このシーズン、チームは3勝1敗と好スタートを切ったが、移転発表前の3試合に連敗し、発表後の成績は2勝7敗、5勝11敗でシーズンを終えた。地元での最終戦には警備員や警察官が大動員されて不測の事態に備えた。チームはホーム最終戦となったシンシナティ・ベンガルズ戦は勝利で飾った。
その後もNFL、ブラウンズ、クリーブランド・ボルチモア両市の間で話し合いが続き、1996年2月、「ブラウンズの名前、チームカラー、歴史、記録などはクリーブランドに残し、3年後の1999年に新スタジアム完成と共にエクスパンションチームとして復活させる、ボルチモアにできるチームは新チームとする」と発表された。
モデルのチームはボルチモアに移ってボルチモア・レイブンズとなり、ロースターにいる選手たちはそのまま新球団に移ることとなった。

### 新生ブラウンズ
1998年にNFLは新生チームのオーナーとなるアル・ラーナーに5億3000万ドルでフランチャイズを売却、これは北米プロスポーツ史上最高額であった。
1999年、チームはCEOにカーメン・ポリシー、ゼネラルマネージャーにドワイト・クラークを迎えた。またジャクソンビル・ジャガーズのオフェンスコーディネーターであったクリス・パーマーを新ヘッドコーチに迎えた。チームはエクスパンションドラフト、ドラフトで選手を獲得、1999年のドラフト全体1位でQBティム・カウチ、2000年のドラフト全体1位でDEコートニー・ブラウンを指名した。
最初の2年間は多くの新加盟した球団と同様に苦戦した。1999年は開幕から7連敗、最終的には2勝14敗、2000年も3勝13敗で終えた。この年、ボルチモア・レイブンズ（この年も移転前にブラウンズでプレイしたマット・ストバー、ロブ・バーネットなどが所属していた。）がニューヨーク・ジャイアンツを破って第35回スーパーボウルを制しておりファンの不満は高まった。シーズン終了と共にパーマーヘッドコーチは解任され、後任にはマイアミ大学ヘッドコーチのブッチ・デービスが迎えられた。
2001年チームは7勝9敗で終えた。この年GMのクラークは辞任し、デービスヘッドコーチがGM職を兼務することになった。

### 北地区として

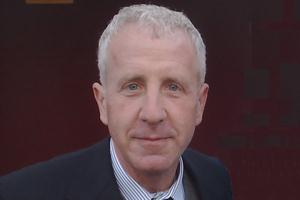
2002年から2011年までオーナーを務めたランディ・ラーナー

2002年シーズンには地区編成替えがあり、AFC北地区4チームの一員となった。
2002年10月23日、アル・ラーナーオーナーが死去、息子のランディ・ラーナーがオーナーとなった。チームは9勝7敗でワイルドカードとなり、1994年以来となるプレーオフに出場を果たした。スティーラーズとの試合は残り5分の時点で33-21とリードしていたが33-36で敗れた。
2003年、2004年は共に負け越しに終わった。2004年に3勝8敗となったところでデービスヘッドコーチは辞任し、オフェンスコーディネーターのテリー・ロビスキーが暫定ヘッドコーチとなった。
2004年のドラフト4巡目でQBルーク・マカウンを指名した。
2005年、ニューイングランド・ペイトリオッツのディフェンスコーディネーターでクリス・パーマーの下でアシスタントコーチを務めていたロメオ・クレネルが新ヘッドコーチに就任した。2005年、チームは地区最下位に終わった。2005年シーズン最終戦には球団社長のジョン・コリンズがGMのフィル・サベージを解任することを決めたと報道されたが、翌年1月3日にチームを去ったのは社長のコリンズであった。この時ラーナーオーナーがCEOも兼任することになった。
2006年は6勝10敗でシーズンを終えた。
2007年、チームは生まれ変わった。開幕戦でスティーラーズを34-7で破ると先発QBだったチャーリー・フライをシアトル・シーホークスにトレード、デレック・アンダーソンがエースQBとなった。アンダーソンはシンシナティ・ベンガルズ戦ではチームタイ記録となる5本のTDパスを決めてチームは51-45で勝利した。チームは1994年以来最高となる10勝6敗の成績をあげたが タイブレークの末、プレーオフをわずかのところで逃した。アンダーソンを含む6人がプロボウルに選出され、クレネルヘッドコーチとも2年の契約延長がなされた。

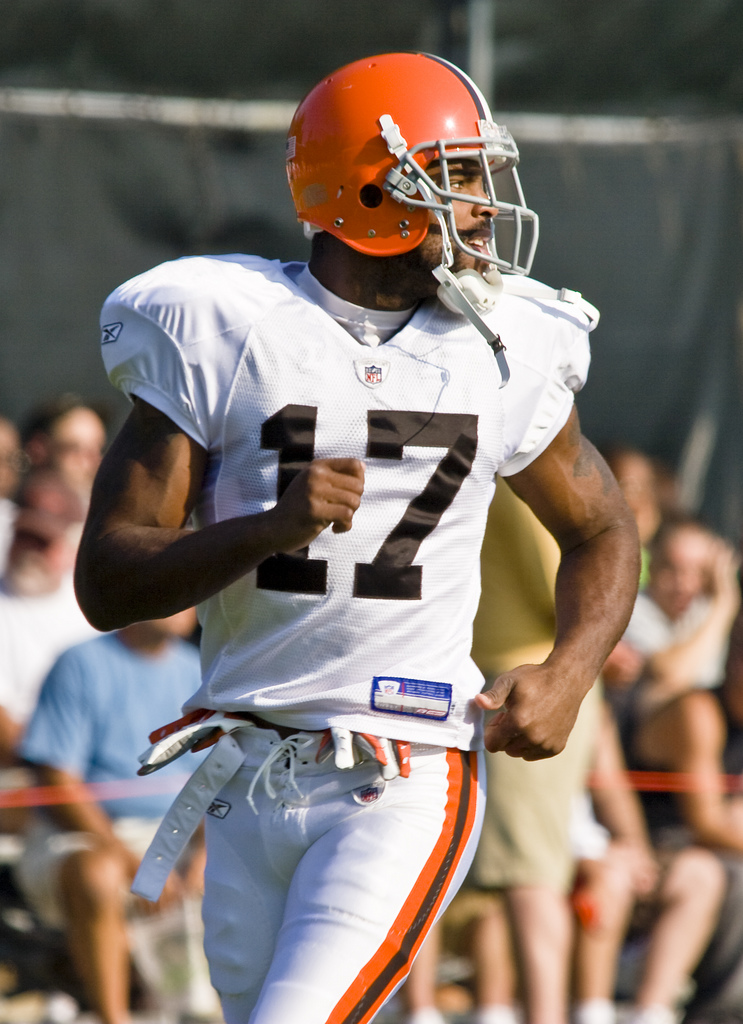
WRのブライロン・エドワーズ

2008年、チームは地区優勝するものと期待された。第42回スーパーボウルチャンピオンのニューヨーク・ジャイアンツを破ったが主力選手に怪我人が続出し4勝12敗に終わった。QBはデレック・アンダーソン、ブレイディ・クイン（前年のドラフト1巡目に指名）、ケン・ドーシーの3人が負傷欠場し、シーズン半ばに契約したブルース・ブラドコウスキが4人目の先発QBとして出場する有様であった。第11週にはKフィル・ドーソンが56ヤードのFGを決めてバッファロー・ビルズを破ったが、チームは最後に6連敗し、最後の2試合は完封負けを喫した。またオフェンスのあげたは24Q連続でTDをあげることができなかった。シーズン終了と共にサベージGMとクレネルヘッドコーチは解任され2009年1月、ジョージ・コキニスがGMに、ニューヨーク・ジェッツのヘッドコーチだったエリック・マンジーニが新ヘッドコーチに迎えられ4年契約を結んだ。
2009年12月20日のカンザスシティ・チーフス戦でジェローム・ハリソンがジム・ブラウンのチーム記録を更新する286ヤードを走り、またジョシュ・クリッブスがキックオフリターンで2タッチダウンをあげ通算では8キックオフリターンのNFL新記録を作った。11月2日にジョージ・コキニスGMを解任、12月にマイク・ホルムグレンが球団社長に就任した。
2010年、シーズンオフにチームはデレック・アンダーソン、ブレイディ・クインのQB2人を放出、ジェイク・デローム、セネカ・ウォレスを獲得、コルト・マッコイをドラフト3巡目で指名した。この年クインとのトレードでデンバー・ブロンコスから獲得したRBペイトン・ヒリスが大活躍、彼はシーズンオフにマッデンNFLのカバー選手に選ばれた。第7週のニューオーリンズ・セインツ戦ではデビッド・ボーウェンズの2インターセプトリターンTDなど、ドリュー・ブリーズから4インターセプトを奪い、30-17で勝利した。センターのアレックス・マックがプロボウルでマックはラテラスパスを受けてタッチダウンをあげている。2シーズン続けて5勝11敗に終わり、マンジーニヘッドコーチは解雇され、セントルイス・ラムズのオフェンスコーディネーターであったパット・シューマーが就任している。
2011年、10月23日のシアトル・シーホークス戦ではフィル・ドーソンが50ヤード以上のFGを2本成功させ、6-3で勝利した。前年活躍したヒリスは不振を極めた。コルト・マッコイもピッツバーグ・スティーラーズ戦でジェームズ・ハリソンからのヒットで脳震盪を起こし、シーズン終盤には欠場した。チームは最後に6連敗するなど、4勝12敗でシーズンを終えた。

### ジミー・ハスラムオーナー時代

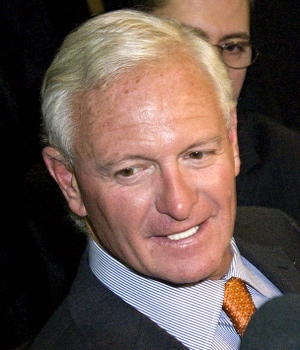
2012年よりオーナーを務めるジミー・ハスラム

2012年、ドラフトでトレードアップにより、全体3位でRBトレント・リチャードソンを指名、もう1つのドラフト1巡指名権でQBブランドン・ウィーデンを指名した。8月にジミー・ハスラムがチームを買収し新オーナーとなった。マイク・ホルムグレン球団社長は退き、5勝11敗でシーズンを終えた後、パット・シューマーヘッドコーチ、トム・ヘッカートGMは解任された。
2013年1月、カロライナ・パンサーズのオフェンスコーディネーター、ロブ・チャドジンスキーが新ヘッドコーチに就任した。またオフェンスコーディネーターに、前年までサンディエゴ・チャージャーズのヘッドコーチを務めていたノーブ・ターナーが就任している。2013年シーズン、わずか4勝に終わったチームは一年でチャドジンスキーを解任した。
2014年はバッファロー・ビルズのディフェンスコーディネーターであったマイク・ペティンをヘッドコーチに迎え、ドラフト1巡目でハイズマン賞受賞者のQBジョニー・マンジールを獲得したが7勝9敗で地区最下位に終わった。
2015年は3勝13敗に終わり、シーズン終了後ヘッドコーチとGMは解任され、飲酒や恋人への暴力など問題の絶えなかったマンジールは放出された。
2016年はシンシナティ・ベンガルズのオフェンシブコーディネーターであったヒュー・ジャクソンをヘッドコーチに迎え、ロバート・グリフィン3世を獲得したが1勝15敗でまたしても地区最下位に終わり、NFLでも最低の成績となった。グリフィンはシーズン終了後放出された。北地区成立後の15年間で、これが12度目の地区最下位であり、その間の最高順位は2位、プレーオフに出たのはワイルドカードで一度だけである。
2017年も開幕から連敗を続けて早々とNFL最下位が決定し、シーズン途中でGMが交代となった。レギュラーシーズンは16戦全敗で終え、7年連続して地区最下位に終わった。レギュラーシーズンが16戦になってから全敗したのは、2008年のデトロイト・ライオンズに次いで2チーム目である。またドラフト全体1位指名権を2年連続獲得することとなった。

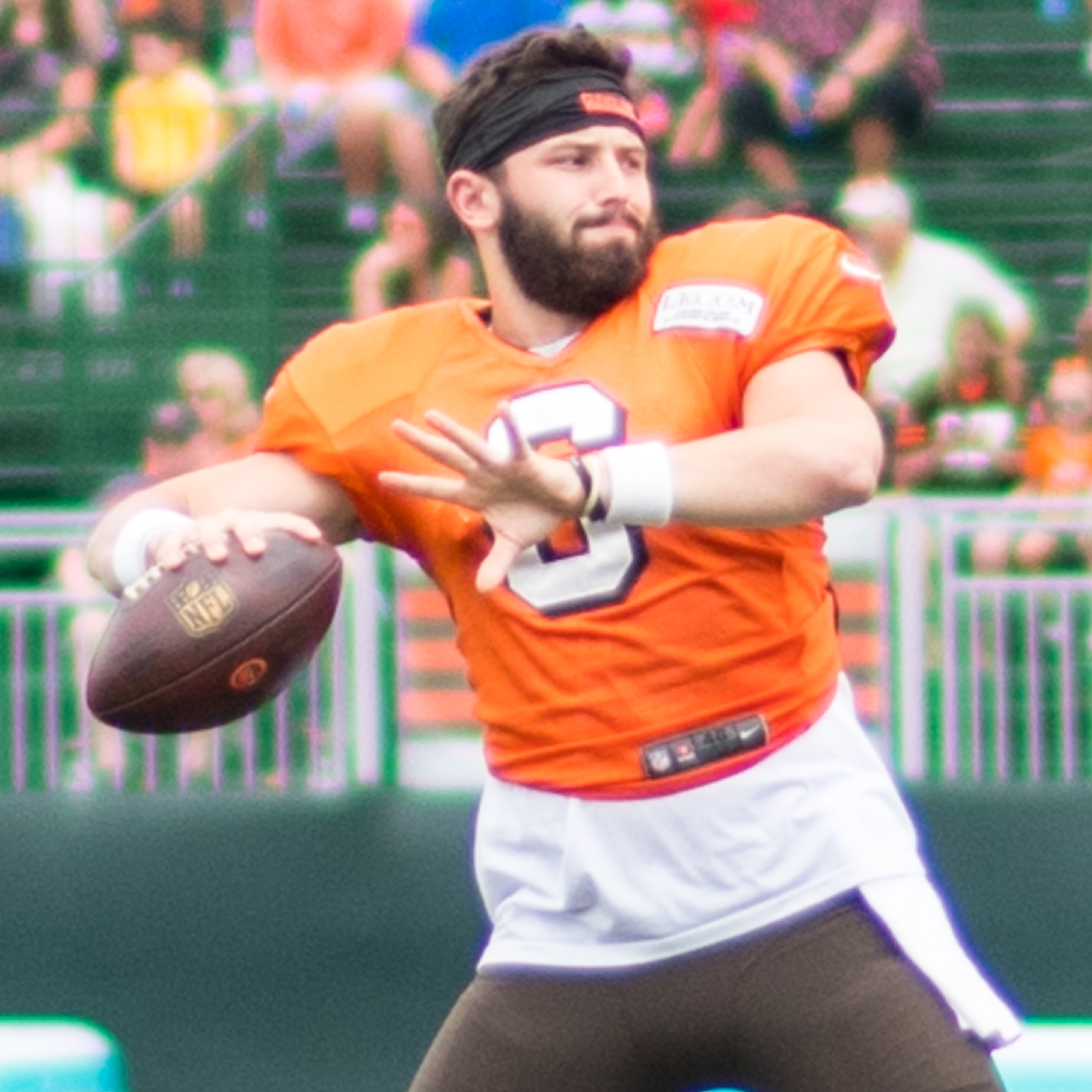
2018年のNFLドラフト全体1位で入団したQBベイカー・メイフィールド

2018年、NFLドラフトで全体1位の指名権を獲得し、オクラホマ大学のベイカー・メイフィールドを指名した。シーズンでは3試合目のニューヨーク・ジェッツ戦、ルーキーQBのメイフィールドが途中から出場し、ほぼ2年ぶりの勝利をあげることができた。だが10月29日、2勝5敗1分だったチームはHCのヒュー・ジャクソンを解任して、DCグレッグ・ウィリアムズが臨時HCとなった。その後は好成績を上げて地区最下位は脱したが、プレーオフは逃した。シーズン後、OCのフレディ・キッチンズがHCとなった。
2019年も同様に最下位は脱したもののプレーオフは逃した。シーズン最終日、キッチンズは解雇された。翌日にはGMのジョン・ドーシーも解雇された。HC後任はミネソタ・バイキングスのオフェンシブ・コーディネーターのケヴィン・ステファンスキーとなった。GM後任には32歳のアンドリュー・ベリーがNFL最年少で就任した。
2020年、各チームが新型コロナウイルス感染症に翻弄されるシーズンとなった。ブラウンズでは第16週のニューヨーク・ジェッツ戦前、WRの感染者が発覚し、他のWRが濃厚接触者と認定されたことにより、WRを全員欠いた状態でジェッツ戦を戦い、敗北した。このような不測の事態に遭ったものの、11勝5敗の地区3位でレギュラーシーズンを終え、第6シードで18年ぶりにプレーオフに出場を決めた。プレーオフ初戦は、コロナウイルス感染発覚で、ヘッドコーチ並びに他の3人のコーチと2人の選手とともにプレーオフ初戦の出場を禁止される苦境に立たされたが、同地区首位第3シードのピッツバーグ・スティーラーズをビジターで破り、スティーラーズの本拠地ではレギュラーシーズンを含み17年ぶりの勝利をあげた。プレーオフ第2戦のディビジョナル・プレーオフに26年ぶりに臨んだが、第1シードのカンサスシティ・チーフスに敗れ、シーズンを終えた。
2021年は、最終週を残して地区内の全4チームのゲーム差が3以内という混戦となるもプレーオフを逃し地区三位となった。プロボウル3回出場のWRオデル・ベッカムは、QBメイフィールドとの確執が騒動となり、移籍を希望してシーズン中の11月にロサンゼルス・ラムズに移った。左肩を負傷していたメイフィールドは最終戦を待たずしてチームを離脱し、手術を受けることになった。2022年3月18日、デショーン・ワトソンと2024年5巡目指名権を、2022年、2023年、2024年ドラフトの1巡目指名権、2023年の3巡目指名権、そして2024年の4巡目指名権と引きかえにヒューストン・テキサンズからトレードで獲得した。2022年7月、メイフィールドを条件付きの2024年5巡目ドラフト権と引き換えでカロライナ・パンサーズにトレードした。
2022年は、多大な犠牲を払って獲得したワトソンがセクシュアル・ハラスメント問題でシーズン当初から11試合の出場停止処分を受けた。処分が課された間チームは4勝7敗と低迷したが、処分明けの12試合目にワトソンが出場して古巣のテキサンズ相手に勝利をあげた。だが第16週にはプレーオフ進出の可能性が消えた。
2023年は、6勝3敗と好調な成績で進むも9試合を終えたところでワトソンが肩の手術でシーズン終了となった。このため、無所属であったベテランQBジョー・フラッコと契約して先発に起用して勝ち進み、第17週目には3年ぶりにプレーオフ進出を決めた。プレーオフ初戦でヒューストン・テキサンズに敗れた。シーズン後、フラッコはインディアナポリス・コルツに去った。
2024年は開幕からワトソンを先発QBとするも1勝6敗と低迷したところでワトソンがアキレス腱を負傷してシーズン終了となり、その後はジェイミス・ウィンストンが先発QBとなった。だがその後も2勝しかできず地区最下位となった。

## 文化

### ベンガルズとのライバル意識
ポール・ブラウンは1967年9月26日に、AFLのエクスパンションチーム、シンシナティ・ベンガルズの主要株主、ゼネラルマネージャー、およびヘッドコーチとして復帰、ベンガルズは1970年のNFLとAFLの合併によりNFLに加盟した。彼はベンガルズのヘッドコーチを8年間務め、チーム設立後3年目を始めとし3度プレーオフに進出した。それらシーズンにおいて、ブラウンのベンガルズは彼の古巣のブラウンズと対戦し、ブラウンとモデルの間に激しい対立に再び火がついた。

### その他
2014年公開の映画ドラフト・デイでは、現実のチームと同じく 長く成績の低迷する弱小チームとして描かれている。

## 2025年シーズン
|      | AFC            | AFC        | AFC            | AFC            | NFC          | NFC            | NFC          | NFC          |
| 前年 | 西地区         | 南地区     | 北地区         | 東地区         | 西地区       | 南地区         | 北地区       | 東地区       |
| ---- | -------------- | ---------- | -------------- | -------------- | ------------ | -------------- | ------------ | ------------ |
| 1位  | チーフス       | テキサンズ | レイブンズ     | ビルズ         | ラムズ       | バッカニアーズ | ライオンズ   | イーグルス   |
| 2位  | チャージャーズ | コルツ     | スティーラーズ | ドルフィンズ   | シーホークス | ファルコンズ   | バイキングス | コマンダース |
| 3位  | ブロンコス     | ジャガーズ | ベンガルズ     | ジェッツ       | カージナルス | パンサーズ     | パッカーズ   | カウボーイズ |
| 4位  | レイダース     | タイタンズ | ブラウンズ     | ペイトリオッツ | 49ers        | セインツ       | ベアーズ     | ジャイアンツ |

 ：1度対戦　 ：2度対戦
| 年   | 成績               | AFC  | 地区 | 勝 | 敗 | 分 | 率   | Div   | Con   | 平均得点 | 平均失点 |
| ---- | ------------------ | ---- | ---- | -- | -- | -- | ---- | ----- | ----- | -------- | -------- |
| 2025 |                    |      |      | 0  | 0  | 0  | –    | -     | -     |          |          |
| 2024 | レギュラー敗退     | 15位 | 4位  | 3  | 14 | 0  | .176 | 2–4   | 3-9   | 15.2     | 25.6     |
| 2023 | ワイルドカード敗退 | 5位  | 2位  | 11 | 6  | 0  | .647 | 3–3   | 8–4   | 23.3     | 21.3     |
| 2022 | レギュラー敗退     | 12位 | 4位  | 7  | 10 | 0  | .412 | 3-3   | 4-8   | 21.2     | 22.4     |
| 2021 | レギュラー敗退     | 11位 | 3位  | 8  | 9  | 0  | .471 | 3-3   | 5-7   | 20.5     | 21.8     |
| 2020 | ディビジョナル敗退 | 6位  | 3位  | 11 | 5  | 0  | .688 | 3-3   | 7-5   | 25.5     | 26.2     |
| 2019 | レギュラー敗退     | 13位 | 3位  | 6  | 10 | 0  | .375 | 3-3   | 6-6   | 20.9     | 24.6     |
| 2018 | レギュラー敗退     | 9位  | 3位  | 7  | 8  | 1  | .469 | 3-2-1 | 5-6-1 | 22.4     | 24.5     |
| 2017 | レギュラー敗退     | 16位 | 4位  | 0  | 16 | 0  | .000 | 0-6   | 0-12  | 14.6     | 25.6     |
| 2016 | レギュラー敗退     | 16位 | 4位  | 1  | 15 | 0  | .063 | 0-6   | 1-11  | 16.5     | 28.3     |
| 2015 | レギュラー敗退     | 15位 | 4位  | 3  | 13 | 0  | .188 | 1-5   | 2-10  | 17.4     | 27.0     |
| 2014 | レギュラー敗退     | 12位 | 4位  | 7  | 9  | 0  | .438 | 2-4   | 4-8   | 18.7     | 21.1     |
| 2013 | レギュラー敗退     | 15位 | 4位  | 4  | 12 | 0  | .250 | 2-4   | 3-9   | 19.3     | 25.4     |
| 2012 | レギュラー敗退     | 13位 | 4位  | 5  | 11 | 0  | .313 | 2-4   | 5-7   | 18.9     | 23.0     |
| 2011 | レギュラー敗退     | 15位 | 4位  | 4  | 12 | 0  | .250 | 0-6   | 3-9   | 13.6     | 19.2     |
| 2010 | レギュラー敗退     | 13位 | 3位  | 5  | 11 | 0  | .313 | 1-5   | 3-9   | 16.9     | 20.8     |
| 2009 | レギュラー敗退     | 14位 | 4位  | 5  | 11 | 0  | .313 | 1-5   | 5-7   | 15.3     | 23.4     |
| 2008 | レギュラー敗退     | 15位 | 4位  | 4  | 12 | 0  | .250 | 1-5   | 3-9   | 14.5     | 21.9     |
| 2007 | レギュラー敗退     | 7位  | 2位  | 10 | 6  | 0  | .625 | 3-3   | 7-5   | 25.1     | 23.9     |
| 2006 | レギュラー敗退     | 15位 | 4位  | 4  | 12 | 0  | .250 | 0-6   | 3-9   | 14.9     | 22.3     |
| 2005 | レギュラー敗退     | 11位 | 4位  | 6  | 10 | 0  | .375 | 1-5   | 4-8   | 14.5     | 18.8     |

### 2024年シーズン成績
| (3)ボルチモア・レイブンズ       | 12 | 5  | 0 | .706 | 4-2 | 8-4 | 518 | 316 | 30.5 | 18.6 | .529 | .525 |
| (6)ピッツバーグ・スティーラーズ | 10 | 7  | 0 | .588 | 3-3 | 7-5 | 380 | 347 | 22.4 | 20.4 | .502 | .453 |
| シンシナティ・ベンガルズ        | 9  | 8  | 0 | .529 | 3–3 | 6-6 | 472 | 434 | 27.8 | 25.5 | .478 | .314 |
| クリーブランド・ブラウンズ      | 3  | 14 | 0 | .176 | 2–4 | 3-9 | 258 | 435 | 15.2 | 25.6 | .536 | .510 |

| AFC 2024       | AFC 2024                           | AFC 2024 | AFC 2024 | AFC 2024 | AFC 2024 | AFC 2024 | AFC 2024 | AFC 2024 | AFC 2024 | AFC 2024 |
| 順 位          | チーム                             | 地 区    | 勝       | 敗       | 分       | 勝率     | DIV      | CON      | SOS      | SOV      |
| 地区優勝       | 地区優勝                           | 地区優勝 | 地区優勝 | 地区優勝 | 地区優勝 | 地区優勝 | 地区優勝 | 地区優勝 | 地区優勝 | 地区優勝 |
| -------------- | ---------------------------------- | -------- | -------- | -------- | -------- | -------- | -------- | -------- | -------- | -------- |
| 1              | カンザスシティ・チーフス           | 西       | 15       | 2        | 0        | .882     | 5-1      | 10-2     | .488     | .463     |
| 2              | バッファロー・ビルズ               | 東       | 13       | 4        | 0        | .765     | 5-1      | 9-3      | .467     | .448     |
| 3              | ボルチモア・レイブンズ             | 北       | 12       | 5        | 0        | .706     | 4-2      | 8-4      | .529     | .525     |
| 4              | ヒューストン・テキサンズ           | 南       | 10       | 7        | 0        | .588     | 5-1      | 8-4      | .481     | .376     |
| ワイルドカード |                                    |          |          |          |          |          |          |          |          |          |
| 5              | ロサンゼルス・チャージャーズ       | 西       | 11       | 6        | 0        | .647     | 4-2      | 8-4      | .467     | .348     |
| 6              | ピッツバーグ・スティーラーズ       | 北       | 10       | 7        | 0        | .588     | 3-3      | 7-5      | .502     | .453     |
| 7              | デンバー・ブロンコス               | 西       | 10       | 7        | 0        | .588     | 3-3      | 6-6      | .502     | .394     |
|                |                                    |          |          |          |          |          |          |          |          |          |
| 8              | シンシナティ・ベンガルズ           | 北       | 9        | 8        | 0        | .529     | 3–3      | 6-6      | .478     | .314     |
| 9              | マイアミ・ドルフィンズ             | 東       | 8        | 9        | 0        | .471     | 3-3      | 6-6      | .419     | .294     |
| 10             | インディアナポリス・コルツ         | 南       | 8        | 9        | 0        | .471     | 3-3      | 7-5      | .457     | .309     |
| 11             | ニューヨーク・ジェッツ             | 東       | 5        | 12       | 0        | .294     | 2-4      | 5-7      | .495     | .341     |
| 12             | ジャクソンビル・ジャガーズ         | 南       | 4        | 13       | 0        | .235     | 3-3      | 4-8      | .478     | .265     |
| 13             | ニューイングランド・ペイトリオッツ | 東       | 4        | 13       | 0        | .235     | 2-4      | 3-9      | .471     | .471     |
| 14             | ラスベガス・レイダース             | 西       | 4        | 13       | 0        | .235     | 0-6      | 3-9      | .540     | .353     |
| 15             | クリーブランド・ブラウンズ         | 北       | 3        | 14       | 0        | .176     | 2–4      | 3-9      | .536     | .510     |
| 16             | テネシー・タイタンズ               | 南       | 3        | 14       | 0        | .176     | 1-5      | 3-9      | .522     | .431     |
| タイブレーク   |                                    |          |          |          |          |          |          |          |          |          |
| 1. 2. 3. 4. 5. |                                    |          |          |          |          |          |          |          |          |          |

|  |                                                      |                                                      |                                                      |                                                |                                  |                                  |                                  |                                |          |    |                                  |                                  |                                  |  |  |                                   |                                   |                                   |
|  | ワイルドカード・プレーオフ                           | ワイルドカード・プレーオフ                           | ワイルドカード・プレーオフ                           |                                                |                                  | ディビジョナル・プレーオフ       | ディビジョナル・プレーオフ       | ディビジョナル・プレーオフ     |          |    |                                  |                                  |                                  |  |  |                                   |                                   |                                   |
|  | 2025年1月11日 M&Tバンク・スタジアム                  | 2025年1月11日 M&Tバンク・スタジアム                  | 2025年1月11日 M&Tバンク・スタジアム                  |                                                |                                  | 1月19日 ハイマーク・スタジアム   | 1月19日 ハイマーク・スタジアム   | 1月19日 ハイマーク・スタジアム |          |    | 1月26日 アローヘッド・スタジアム | 1月26日 アローヘッド・スタジアム | 1月26日 アローヘッド・スタジアム |  |  | 2月9日 シーザーズ・スーパードーム | 2月9日 シーザーズ・スーパードーム | 2月9日 シーザーズ・スーパードーム |
|  | 6                                                    | スティーラーズ                                       | 14                                                   |                                                |                                  | 1月19日 ハイマーク・スタジアム   | 1月19日 ハイマーク・スタジアム   | 1月19日 ハイマーク・スタジアム |          |    | 1月26日 アローヘッド・スタジアム | 1月26日 アローヘッド・スタジアム | 1月26日 アローヘッド・スタジアム |  |  | 2月9日 シーザーズ・スーパードーム | 2月9日 シーザーズ・スーパードーム | 2月9日 シーザーズ・スーパードーム |
|  | 6                                                    | スティーラーズ                                       | 14                                                   |                                                |                                  | 1月19日 ハイマーク・スタジアム   | 1月19日 ハイマーク・スタジアム   | 1月19日 ハイマーク・スタジアム |          |    | 1月26日 アローヘッド・スタジアム | 1月26日 アローヘッド・スタジアム | 1月26日 アローヘッド・スタジアム |  |  | 2月9日 シーザーズ・スーパードーム | 2月9日 シーザーズ・スーパードーム | 2月9日 シーザーズ・スーパードーム |
|  | 3                                                    | レイブンズ                                           | 28                                                   |                                                |                                  | 1月19日 ハイマーク・スタジアム   | 1月19日 ハイマーク・スタジアム   | 1月19日 ハイマーク・スタジアム |          |    | 1月26日 アローヘッド・スタジアム | 1月26日 アローヘッド・スタジアム | 1月26日 アローヘッド・スタジアム |  |  | 2月9日 シーザーズ・スーパードーム | 2月9日 シーザーズ・スーパードーム | 2月9日 シーザーズ・スーパードーム |
|  | 3                                                    | レイブンズ                                           | 28                                                   |                                                |                                  | 1月19日 ハイマーク・スタジアム   | 1月19日 ハイマーク・スタジアム   | 1月19日 ハイマーク・スタジアム |          |    | 1月26日 アローヘッド・スタジアム | 1月26日 アローヘッド・スタジアム | 1月26日 アローヘッド・スタジアム |  |  | 2月9日 シーザーズ・スーパードーム | 2月9日 シーザーズ・スーパードーム | 2月9日 シーザーズ・スーパードーム |
|  | 2025年1月12日 ハイマーク・スタジアム                 | 2025年1月12日 ハイマーク・スタジアム                 | 2025年1月12日 ハイマーク・スタジアム                 | 3                                              | レイブンズ                       | 25                               |                                  |                                |          |    | 1月26日 アローヘッド・スタジアム | 1月26日 アローヘッド・スタジアム | 1月26日 アローヘッド・スタジアム |  |  | 2月9日 シーザーズ・スーパードーム | 2月9日 シーザーズ・スーパードーム | 2月9日 シーザーズ・スーパードーム |
|  | 2025年1月12日 ハイマーク・スタジアム                 | 2025年1月12日 ハイマーク・スタジアム                 | 2025年1月12日 ハイマーク・スタジアム                 | 3                                              | レイブンズ                       | 25                               |                                  |                                |          |    | 1月26日 アローヘッド・スタジアム | 1月26日 アローヘッド・スタジアム | 1月26日 アローヘッド・スタジアム |  |  | 2月9日 シーザーズ・スーパードーム | 2月9日 シーザーズ・スーパードーム | 2月9日 シーザーズ・スーパードーム |
|  | 2025年1月12日 ハイマーク・スタジアム                 | 2025年1月12日 ハイマーク・スタジアム                 | 2025年1月12日 ハイマーク・スタジアム                 |                                                | 2                                | ビルズ                           | 27                               |                                |          |    | 1月26日 アローヘッド・スタジアム | 1月26日 アローヘッド・スタジアム | 1月26日 アローヘッド・スタジアム |  |  | 2月9日 シーザーズ・スーパードーム | 2月9日 シーザーズ・スーパードーム | 2月9日 シーザーズ・スーパードーム |
|  | 2025年1月12日 ハイマーク・スタジアム                 | 2025年1月12日 ハイマーク・スタジアム                 | 2025年1月12日 ハイマーク・スタジアム                 |                                                | 2                                | ビルズ                           | 27                               |                                |          |    | 1月26日 アローヘッド・スタジアム | 1月26日 アローヘッド・スタジアム | 1月26日 アローヘッド・スタジアム |  |  | 2月9日 シーザーズ・スーパードーム | 2月9日 シーザーズ・スーパードーム | 2月9日 シーザーズ・スーパードーム |
|  | 7                                                    | ブロンコス                                           | 7                                                    | AFC                                            | AFC                              | AFC                              |                                  |                                |          |    | 1月26日 アローヘッド・スタジアム | 1月26日 アローヘッド・スタジアム | 1月26日 アローヘッド・スタジアム |  |  | 2月9日 シーザーズ・スーパードーム | 2月9日 シーザーズ・スーパードーム | 2月9日 シーザーズ・スーパードーム |
|  | 7                                                    | ブロンコス                                           | 7                                                    | AFC                                            | AFC                              | AFC                              |                                  |                                |          |    | 1月26日 アローヘッド・スタジアム | 1月26日 アローヘッド・スタジアム | 1月26日 アローヘッド・スタジアム |  |  | 2月9日 シーザーズ・スーパードーム | 2月9日 シーザーズ・スーパードーム | 2月9日 シーザーズ・スーパードーム |
|  | 2                                                    | ビルズ                                               | 31                                                   |                                                | 1月18日 アローヘッド・スタジアム | 1月18日 アローヘッド・スタジアム | 1月18日 アローヘッド・スタジアム |                                |          |    | 1月26日 アローヘッド・スタジアム | 1月26日 アローヘッド・スタジアム | 1月26日 アローヘッド・スタジアム |  |  | 2月9日 シーザーズ・スーパードーム | 2月9日 シーザーズ・スーパードーム | 2月9日 シーザーズ・スーパードーム |
|  | 2                                                    | ビルズ                                               | 31                                                   |                                                | 1月18日 アローヘッド・スタジアム | 1月18日 アローヘッド・スタジアム | 1月18日 アローヘッド・スタジアム |                                |          |    | 1月26日 アローヘッド・スタジアム | 1月26日 アローヘッド・スタジアム | 1月26日 アローヘッド・スタジアム |  |  | 2月9日 シーザーズ・スーパードーム | 2月9日 シーザーズ・スーパードーム | 2月9日 シーザーズ・スーパードーム |
|  | 2025年1月11日 NRGスタジアム                          | 2025年1月11日 NRGスタジアム                          | 2025年1月11日 NRGスタジアム                          | 2                                              | 1月18日 アローヘッド・スタジアム | 1月18日 アローヘッド・スタジアム | 1月18日 アローヘッド・スタジアム | ビルズ                         | 29       |    |                                  |                                  |                                  |  |  | 2月9日 シーザーズ・スーパードーム | 2月9日 シーザーズ・スーパードーム | 2月9日 シーザーズ・スーパードーム |
|  | 2025年1月11日 NRGスタジアム                          | 2025年1月11日 NRGスタジアム                          | 2025年1月11日 NRGスタジアム                          | 2                                              | 1月18日 アローヘッド・スタジアム | 1月18日 アローヘッド・スタジアム | 1月18日 アローヘッド・スタジアム | ビルズ                         | 29       |    |                                  |                                  |                                  |  |  | 2月9日 シーザーズ・スーパードーム | 2月9日 シーザーズ・スーパードーム | 2月9日 シーザーズ・スーパードーム |
|  | 2025年1月11日 NRGスタジアム                          | 2025年1月11日 NRGスタジアム                          | 2025年1月11日 NRGスタジアム                          |                                                | 1月18日 アローヘッド・スタジアム | 1月18日 アローヘッド・スタジアム | 1月18日 アローヘッド・スタジアム | 1                              | チーフス | 32 |                                  |                                  |                                  |  |  | 2月9日 シーザーズ・スーパードーム | 2月9日 シーザーズ・スーパードーム | 2月9日 シーザーズ・スーパードーム |
|  | 2025年1月11日 NRGスタジアム                          | 2025年1月11日 NRGスタジアム                          | 2025年1月11日 NRGスタジアム                          |                                                | 1月18日 アローヘッド・スタジアム | 1月18日 アローヘッド・スタジアム | 1月18日 アローヘッド・スタジアム | 1                              | チーフス | 32 |                                  |                                  |                                  |  |  | 2月9日 シーザーズ・スーパードーム | 2月9日 シーザーズ・スーパードーム | 2月9日 シーザーズ・スーパードーム |
|  | 2025年1月11日 NRGスタジアム                          | 2025年1月11日 NRGスタジアム                          | 2025年1月11日 NRGスタジアム                          | AFCチャンピオンシップ                          | 1月18日 アローヘッド・スタジアム | 1月18日 アローヘッド・スタジアム | 1月18日 アローヘッド・スタジアム |                                |          |    |                                  |                                  |                                  |  |  | 2月9日 シーザーズ・スーパードーム | 2月9日 シーザーズ・スーパードーム | 2月9日 シーザーズ・スーパードーム |
|  | 2025年1月11日 NRGスタジアム                          | 2025年1月11日 NRGスタジアム                          | 2025年1月11日 NRGスタジアム                          |                                                | 1月18日 アローヘッド・スタジアム | 1月18日 アローヘッド・スタジアム | 1月18日 アローヘッド・スタジアム |                                |          |    |                                  |                                  |                                  |  |  | 2月9日 シーザーズ・スーパードーム | 2月9日 シーザーズ・スーパードーム | 2月9日 シーザーズ・スーパードーム |
|  | 2025年1月11日 NRGスタジアム                          | 2025年1月11日 NRGスタジアム                          | 2025年1月11日 NRGスタジアム                          | 1月26日 リンカーン・フィナンシャル・フィールド | 1月18日 アローヘッド・スタジアム | 1月18日 アローヘッド・スタジアム | 1月18日 アローヘッド・スタジアム |                                |          |    |                                  |                                  |                                  |  |  | 2月9日 シーザーズ・スーパードーム | 2月9日 シーザーズ・スーパードーム | 2月9日 シーザーズ・スーパードーム |
|  | 5                                                    | チャージャーズ                                       | 12                                                   |                                                | 1月18日 アローヘッド・スタジアム | 1月18日 アローヘッド・スタジアム | 1月18日 アローヘッド・スタジアム |                                |          |    |                                  |                                  |                                  |  |  | 2月9日 シーザーズ・スーパードーム | 2月9日 シーザーズ・スーパードーム | 2月9日 シーザーズ・スーパードーム |
|  | 5                                                    | チャージャーズ                                       | 12                                                   | 4                                              | テキサンズ                       | 14                               |                                  |                                |          |    |                                  |                                  |                                  |  |  | 2月9日 シーザーズ・スーパードーム | 2月9日 シーザーズ・スーパードーム | 2月9日 シーザーズ・スーパードーム |
|  | 4                                                    | テキサンズ                                           | 32                                                   | 4                                              | テキサンズ                       | 14                               |                                  |                                |          |    |                                  |                                  |                                  |  |  | 2月9日 シーザーズ・スーパードーム | 2月9日 シーザーズ・スーパードーム | 2月9日 シーザーズ・スーパードーム |
|  | 4                                                    | テキサンズ                                           | 32                                                   | 1                                              | チーフス                         | 23                               |                                  |                                |          |    |                                  |                                  |                                  |  |  | 2月9日 シーザーズ・スーパードーム | 2月9日 シーザーズ・スーパードーム | 2月9日 シーザーズ・スーパードーム |
|  | 2025年1月12日 レイモンド・ジェームス・スタジアム     |                                                      |                                                      | 1                                              | チーフス                         | 23                               |                                  |                                |          |    |                                  |                                  |                                  |  |  | 2月9日 シーザーズ・スーパードーム | 2月9日 シーザーズ・スーパードーム | 2月9日 シーザーズ・スーパードーム |
|  | 1月18日 フォード・フィールド                         |                                                      |                                                      |                                                |                                  |                                  |                                  |                                |          |    |                                  |                                  |                                  |  |  | 2月9日 シーザーズ・スーパードーム | 2月9日 シーザーズ・スーパードーム | 2月9日 シーザーズ・スーパードーム |
|  |                                                      |                                                      |                                                      |                                                |                                  |                                  |                                  |                                |          |    |                                  |                                  |                                  |  |  | 2月9日 シーザーズ・スーパードーム | 2月9日 シーザーズ・スーパードーム | 2月9日 シーザーズ・スーパードーム |
|  |                                                      |                                                      |                                                      |                                                |                                  |                                  |                                  |                                |          |    |                                  |                                  |                                  |  |  | 2月9日 シーザーズ・スーパードーム | 2月9日 シーザーズ・スーパードーム | 2月9日 シーザーズ・スーパードーム |
|  |                                                      |                                                      |                                                      |                                                |                                  |                                  |                                  |                                |          |    |                                  |                                  |                                  |  |  | 2月9日 シーザーズ・スーパードーム | 2月9日 シーザーズ・スーパードーム | 2月9日 シーザーズ・スーパードーム |
|  | A1                                                   | チーフス                                             | 22                                                   |                                                |                                  |                                  |                                  |                                |          |    |                                  |                                  |                                  |  |  |                                   |                                   |                                   |
|  | A1                                                   | チーフス                                             | 22                                                   |                                                |                                  |                                  |                                  |                                |          |    |                                  |                                  |                                  |  |  |                                   |                                   |                                   |
|  |                                                      | N2                                                   | イーグルス                                           | 40                                             |                                  |                                  |                                  |                                |          |    |                                  |                                  |                                  |  |  |                                   |                                   |                                   |
|  |                                                      | N2                                                   | イーグルス                                           | 40                                             |                                  |                                  |                                  |                                |          |    |                                  |                                  |                                  |  |  |                                   |                                   |                                   |
|  | 第59回スーパーボウル                                 |                                                      |                                                      |                                                |                                  |                                  |                                  |                                |          |    |                                  |                                  |                                  |  |  |                                   |                                   |                                   |
|  |                                                      |                                                      |                                                      |                                                |                                  |                                  |                                  |                                |          |    |                                  |                                  |                                  |  |  |                                   |                                   |                                   |
|  |                                                      |                                                      |                                                      |                                                |                                  |                                  |                                  |                                |          |    |                                  |                                  |                                  |  |  |                                   |                                   |                                   |
|  | 6                                                    | コマンダース                                         | 23                                                   |                                                |                                  |                                  |                                  |                                |          |    |                                  |                                  |                                  |  |  |                                   |                                   |                                   |
|  | 6                                                    | コマンダース                                         | 23                                                   | 6                                              | コマンダース                     | 45                               |                                  |                                |          |    |                                  |                                  |                                  |  |  |                                   |                                   |                                   |
|  | 3                                                    | バッカニアーズ                                       | 20                                                   | 6                                              | コマンダース                     | 45                               |                                  |                                |          |    |                                  |                                  |                                  |  |  |                                   |                                   |                                   |
|  | 3                                                    | バッカニアーズ                                       | 20                                                   | 1                                              | ライオンズ                       | 31                               |                                  |                                |          |    |                                  |                                  |                                  |  |  |                                   |                                   |                                   |
|  | 2025年1月13日 ステートファーム・スタジアム           |                                                      |                                                      | 1                                              | ライオンズ                       | 31                               |                                  |                                |          |    |                                  |                                  |                                  |  |  |                                   |                                   |                                   |
|  | NFC                                                  |                                                      |                                                      |                                                |                                  |                                  |                                  |                                |          |    |                                  |                                  |                                  |  |  |                                   |                                   |                                   |
|  |                                                      |                                                      |                                                      |                                                |                                  |                                  |                                  |                                |          |    |                                  |                                  |                                  |  |  |                                   |                                   |                                   |
|  | 1月19日 リンカーン・フィナンシャル・フィールド       |                                                      |                                                      |                                                |                                  |                                  |                                  |                                |          |    |                                  |                                  |                                  |  |  |                                   |                                   |                                   |
|  |                                                      |                                                      |                                                      |                                                |                                  |                                  |                                  |                                |          |    |                                  |                                  |                                  |  |  |                                   |                                   |                                   |
|  | 6                                                    | コマンダース                                         | 23                                                   |                                                |                                  |                                  |                                  |                                |          |    |                                  |                                  |                                  |  |  |                                   |                                   |                                   |
|  | 6                                                    | コマンダース                                         | 23                                                   |                                                |                                  |                                  |                                  |                                |          |    |                                  |                                  |                                  |  |  |                                   |                                   |                                   |
|  |                                                      | 2                                                    | イーグルス                                           | 55                                             |                                  |                                  |                                  |                                |          |    |                                  |                                  |                                  |  |  |                                   |                                   |                                   |
|  |                                                      | 2                                                    | イーグルス                                           | 55                                             |                                  |                                  |                                  |                                |          |    |                                  |                                  |                                  |  |  |                                   |                                   |                                   |
|  | 5                                                    | バイキングス                                         | 9                                                    | NFCチャンピオンシップ                          | NFCチャンピオンシップ            | NFCチャンピオンシップ            |                                  |                                |          |    |                                  |                                  |                                  |  |  |                                   |                                   |                                   |
|  | 5                                                    | バイキングス                                         | 9                                                    | NFCチャンピオンシップ                          | NFCチャンピオンシップ            | NFCチャンピオンシップ            |                                  |                                |          |    |                                  |                                  |                                  |  |  |                                   |                                   |                                   |
|  | 4                                                    | ラムズ                                               | 27                                                   |                                                |                                  |                                  |                                  |                                |          |    |                                  |                                  |                                  |  |  |                                   |                                   |                                   |
|  | 4                                                    | ラムズ                                               | 27                                                   |                                                |                                  |                                  |                                  |                                |          |    |                                  |                                  |                                  |  |  |                                   |                                   |                                   |
|  | 2025年1月12日 リンカーン・フィナンシャル・フィールド | 2025年1月12日 リンカーン・フィナンシャル・フィールド | 2025年1月12日 リンカーン・フィナンシャル・フィールド | 4                                              | ラムズ                           | 22                               |                                  |                                |          |    |                                  |                                  |                                  |  |  |                                   |                                   |                                   |
|  | 2025年1月12日 リンカーン・フィナンシャル・フィールド | 2025年1月12日 リンカーン・フィナンシャル・フィールド | 2025年1月12日 リンカーン・フィナンシャル・フィールド | 4                                              | ラムズ                           | 22                               |                                  |                                |          |    |                                  |                                  |                                  |  |  |                                   |                                   |                                   |
|  | 2025年1月12日 リンカーン・フィナンシャル・フィールド | 2025年1月12日 リンカーン・フィナンシャル・フィールド | 2025年1月12日 リンカーン・フィナンシャル・フィールド |                                                | 2                                | イーグルス                       | 28                               |                                |          |    |                                  |                                  |                                  |  |  |                                   |                                   |                                   |
|  | 2025年1月12日 リンカーン・フィナンシャル・フィールド | 2025年1月12日 リンカーン・フィナンシャル・フィールド | 2025年1月12日 リンカーン・フィナンシャル・フィールド |                                                | 2                                | イーグルス                       | 28                               |                                |          |    |                                  |                                  |                                  |  |  |                                   |                                   |                                   |
|  | 7                                                    | パッカーズ                                           | 10                                                   |                                                |                                  |                                  |                                  |                                |          |    |                                  |                                  |                                  |  |  |                                   |                                   |                                   |
|  | 7                                                    | パッカーズ                                           | 10                                                   |                                                |                                  |                                  |                                  |                                |          |    |                                  |                                  |                                  |  |  |                                   |                                   |                                   |
|  | 2                                                    | イーグルス                                           | 22                                                   |                                                |                                  |                                  |                                  |                                |          |    |                                  |                                  |                                  |  |  |                                   |                                   |                                   |
|  | 2                                                    | イーグルス                                           | 22                                                   |                                                |                                  |                                  |                                  |                                |          |    |                                  |                                  |                                  |  |  |                                   |                                   |                                   |

## 成績

### AFC北地区（2002年-現在）
- BAL：ボルチモア・レイブンズ、CIN：シンシナティ・ベンガルズ、CLE：クリーブランド・ブラウンズ、PIT：ピッツバーグ・スティーラーズ
- 数字：シード順
- v：スーパーボウル優勝
- s：スーパーボウル敗退
- c：カンファレンス決勝敗退
- d：ディビジョナルプレーオフ敗退
- w：ワイルドカードプレーオフ敗退
- 年表示の背景色が変わっている年はチームがスーパーボウルを制覇した年

| 年   | 地区優勝 | 地区優勝 | 地区優勝 | 地区優勝 | 2位     | 2位 | 2位 | 2位 | 3位     | 3位 | 3位 | 3位 | 4位    | 4位 | 4位 | 4位 |
| 年   | チーム   | 勝       | 負       | 分       | チーム  | 勝  | 負  | 分  | チーム  | 勝  | 負  | 分  | チーム | 勝  | 負  | 分  |
| ---- | -------- | -------- | -------- | -------- | ------- | --- | --- | --- | ------- | --- | --- | --- | ------ | --- | --- | --- |
| 2024 | BAL(3d)  | 12       | 5        | 0        | PIT(6w) | 10  | 7   | 0   | CIN     | 9   | 8   | 0   | CLE    | 3   | 14  | 0   |
| 2023 | BAL(1c)  | 13       | 4        | 0        | CLE(5w) | 11  | 6   | 0   | PIT(7w) | 10  | 7   | 0   | CIN    | 9   | 8   | 0   |
| 2022 | CIN(3c)  | 12       | 4        | 0        | BAL(6w) | 10  | 7   | 0   | PIT     | 9   | 8   | 0   | CLE    | 7   | 10  | 0   |
| 2021 | CIN(4s)  | 10       | 7        | 0        | PIT(7w) | 9   | 7   | 1   | CLE     | 8   | 9   | 0   | BAL    | 8   | 9   | 0   |
| 2020 | PIT(3w)  | 12       | 4        | 0        | BAL(5d) | 11  | 5   | 0   | CLE(6d) | 11  | 5   | 0   | CIN    | 4   | 11  | 1   |
| 2019 | BAL(1d)  | 14       | 2        | 0        | PIT     | 8   | 8   | 0   | CLE     | 6   | 10  | 0   | CIN    | 2   | 14  | 0   |
| 2018 | BAL(4w)  | 10       | 6        | 0        | PIT     | 9   | 6   | 1   | CLE     | 7   | 8   | 1   | CIN    | 6   | 10  | 0   |
| 2017 | PIT(2d)  | 13       | 3        | 0        | BAL     | 9   | 7   | 0   | CIN     | 7   | 9   | 0   | CLE    | 0   | 16  | 0   |
| 2016 | PIT(3c)  | 11       | 5        | 0        | BAL     | 8   | 8   | 0   | CIN     | 6   | 9   | 1   | CLE    | 1   | 15  | 0   |
| 2015 | CIN(3w)  | 12       | 4        | 0        | PIT(6d) | 10  | 6   | 0   | BAL     | 5   | 11  | 0   | CLE    | 3   | 13  | 0   |
| 2014 | PIT(3w)  | 11       | 5        | 0        | CIN(5w) | 10  | 5   | 1   | BAL(6d) | 10  | 6   | 0   | CLE    | 7   | 9   | 0   |
| 2013 | CIN(3w)  | 11       | 5        | 0        | PIT     | 8   | 8   | 0   | BAL     | 8   | 8   | 0   | CLE    | 4   | 12  | 0   |
| 2012 | BAL(4v)  | 10       | 6        | 0        | CIN(6w) | 10  | 6   | 0   | PIT     | 8   | 8   | 0   | CLE    | 5   | 11  | 0   |
| 2011 | BAL(2c)  | 12       | 4        | 0        | PIT(5w) | 12  | 4   | 0   | CIN(6w) | 9   | 7   | 0   | CLE    | 4   | 12  | 0   |
| 2010 | PIT(2s)  | 12       | 4        | 0        | BAL(5d) | 12  | 4   | 0   | CLE     | 5   | 11  | 0   | CIN    | 4   | 12  | 0   |
| 2009 | CIN(4w)  | 10       | 6        | 0        | BAL(6d) | 9   | 7   | 0   | PIT     | 9   | 7   | 0   | CLE    | 5   | 11  | 0   |
| 2008 | PIT(2v)  | 12       | 4        | 0        | BAL(6c) | 11  | 5   | 0   | CIN     | 4   | 11  | 1   | CLE    | 4   | 12  | 0   |
| 2007 | PIT(4w)  | 10       | 6        | 0        | CLE     | 10  | 6   | 0   | CIN     | 7   | 9   | 0   | BAL    | 5   | 11  | 0   |
| 2006 | BAL(2d)  | 13       | 3        | 0        | CIN     | 8   | 8   | 0   | PIT     | 8   | 8   | 0   | CLE    | 4   | 12  | 0   |
| 2005 | CIN(3w)  | 11       | 5        | 0        | PIT(6v) | 11  | 5   | 0   | BAL     | 6   | 10  | 0   | CLE    | 6   | 10  | 0   |
| 2004 | PIT(1c)  | 15       | 1        | 0        | BAL     | 9   | 7   | 0   | CIN     | 8   | 8   | 0   | CLE    | 4   | 12  | 0   |
| 2003 | BAL(4w)  | 10       | 6        | 0        | CIN     | 8   | 8   | 0   | PIT     | 6   | 10  | 0   | CLE    | 5   | 11  | 0   |
| 2002 | PIT(3d)  | 10       | 5        | 1        | CLE(6w) | 9   | 7   | 0   | BAL     | 7   | 9   | 0   | CIN    | 2   | 14  | 0   |

### AFC中地区（1970年-2001年）
- BAL:ボルチモア・レイブンズ、CIN:シンシナティ・ベンガルズ、CLE:クリーブランド・ブラウンズ、PIT:ピッツバーグ・スティーラーズ、HOU→TEN：ヒューストン・オイラーズ→テネシー・オイラーズ→テネシー・タイタンズ、JAX：ジャクソンビル・ジャガーズ
- 1982年シーズンはストライキの影響により、地区別成績ではなくカンファレンス上位8チームがプレイオフ進出するルールであったが、ここでは地区別に変換して表記する。
- 括弧内の数字はプレイオフ出場時のシード順（シード制導入前は表記なし）、文字はv：スーパーボウル優勝、s：スーパーボウル敗退・カンファレンス優勝、c：カンファレンス決勝敗退、d：ディビジョナルプレーオフ敗退、w：ワイルドカードプレイオフ敗退。1982年についてはd：2回戦敗退、w：1回戦敗退。

| 年度 | 地区優勝 | 地区優勝 | 地区優勝 | 地区優勝 | 2位     | 2位    | 2位    | 2位    | 3位     | 3位    | 3位    | 3位    | 4位    | 4位    | 4位    | 4位    | 5位    | 5位    | 5位    | 5位    | 6位    | 6位    | 6位    | 6位    |
| 年度 | チーム   | 勝       | 負       | 分       | チーム  | 勝     | 負     | 分     | チーム  | 勝     | 負     | 分     | チーム | 勝     | 負     | 分     | チーム | 勝     | 負     | 分     | チーム | 勝     | 負     | 分     |
| ---- | -------- | -------- | -------- | -------- | ------- | ------ | ------ | ------ | ------- | ------ | ------ | ------ | ------ | ------ | ------ | ------ | ------ | ------ | ------ | ------ | ------ | ------ | ------ | ------ |
| 2001 | PIT(1c)  | 13       | 3        | 0        | BAL(5d) | 10     | 6      | 0      | CLE     | 7      | 9      | 0      | TEN    | 7      | 9      | 0      | JAX    | 6      | 10     | 0      | CIN    | 6      | 10     | 0      |
| 2000 | TEN(1d)  | 13       | 3        | 0        | BAL(4v) | 12     | 4      | 0      | PIT     | 9      | 7      | 0      | JAX    | 7      | 9      | 0      | CIN    | 4      | 12     | 0      | CLE    | 3      | 13     | 0      |
| 1999 | JAX(1c)  | 14       | 2        | 0        | TEN(4s) | 13     | 3      | 0      | BAL     | 8      | 8      | 0      | PIT    | 6      | 10     | 0      | CIN    | 4      | 12     | 0      | CLE    | 2      | 14     | 0      |
| 1998 | 不参加   | 不参加   | 不参加   | 不参加   | 不参加  | 不参加 | 不参加 | 不参加 | 不参加  | 不参加 | 不参加 | 不参加 | 不参加 | 不参加 | 不参加 | 不参加 | 不参加 | 不参加 | 不参加 | 不参加 | 不参加 | 不参加 | 不参加 | 不参加 |
| 1997 | 不参加   | 不参加   | 不参加   | 不参加   | 不参加  | 不参加 | 不参加 | 不参加 | 不参加  | 不参加 | 不参加 | 不参加 | 不参加 | 不参加 | 不参加 | 不参加 | 不参加 | 不参加 | 不参加 | 不参加 | 不参加 | 不参加 | 不参加 | 不参加 |
| 1996 | 不参加   | 不参加   | 不参加   | 不参加   | 不参加  | 不参加 | 不参加 | 不参加 | 不参加  | 不参加 | 不参加 | 不参加 | 不参加 | 不参加 | 不参加 | 不参加 | 不参加 | 不参加 | 不参加 | 不参加 | 不参加 | 不参加 | 不参加 | 不参加 |
| 1995 | PIT(2s)  | 11       | 5        | 0        | CIN     | 7      | 9      | 0      | HOU     | 7      | 9      | 0      | CLE    | 5      | 11     | 0      | JAX    | 4      | 12     | 0      |        |        |        |        |
| 1994 | PIT(1c)  | 12       | 4        | 0        | CLE(4d) | 11     | 5      | 0      | CIN     | 3      | 13     | 0      | HOU    | 2      | 14     | 0      |        |        |        |        |        |        |        |        |
| 1993 | HOU(2d)  | 12       | 4        | 0        | PIT(6w) | 9      | 7      | 0      | CLE     | 7      | 9      | 0      | CIN    | 3      | 13     | 0      |        |        |        |        |        |        |        |        |
| 1992 | PIT(1d)  | 11       | 5        | 0        | HOU(5w) | 10     | 6      | 0      | CLE     | 7      | 9      | 0      | CIN    | 5      | 11     | 0      |        |        |        |        |        |        |        |        |
| 1991 | HOU(3d)  | 11       | 5        | 0        | PIT     | 7      | 9      | 0      | CLE     | 6      | 10     | 0      | CIN    | 3      | 13     | 0      |        |        |        |        |        |        |        |        |
| 1990 | CIN(3d)  | 9        | 7        | 0        | HOU(6w) | 9      | 7      | 0      | PIT     | 9      | 7      | 0      | CLE    | 3      | 13     | 0      |        |        |        |        |        |        |        |        |
| 1989 | CLE(2c)  | 9        | 6        | 1        | HOU(4w) | 9      | 7      | 0      | PIT(5d) | 9      | 7      | 0      | CIN    | 8      | 8      | 0      |        |        |        |        |        |        |        |        |
| 1988 | CIN(1s)  | 12       | 4        | 0        | CLE(4w) | 10     | 6      | 0      | HOU(5d) | 10     | 6      | 0      | PIT    | 5      | 11     | 0      |        |        |        |        |        |        |        |        |
| 1987 | CLE(2c)  | 10       | 5        | 0        | HOU(4d) | 9      | 6      | 0      | PIT     | 8      | 7      | 0      | CIN    | 4      | 11     | 0      |        |        |        |        |        |        |        |        |
| 1986 | CLE(1c)  | 12       | 4        | 0        | CIN     | 10     | 6      | 0      | PIT     | 6      | 10     | 0      | HOU    | 5      | 11     | 0      |        |        |        |        |        |        |        |        |
| 1985 | CLE(3d)  | 8        | 8        | 0        | CIN     | 7      | 9      | 0      | PIT     | 7      | 9      | 0      | HOU    | 5      | 11     | 0      |        |        |        |        |        |        |        |        |
| 1984 | PIT(3c)  | 9        | 7        | 0        | CIN     | 8      | 8      | 0      | CLE     | 5      | 11     | 0      | HOU    | 3      | 13     | 0      |        |        |        |        |        |        |        |        |
| 1983 | PIT(3d)  | 10       | 6        | 0        | CLE     | 9      | 7      | 0      | CIN     | 7      | 9      | 0      | HOU    | 2      | 14     | 0      |        |        |        |        |        |        |        |        |
| 1982 | CIN(3w)  | 7        | 2        | 0        | PIT(4w) | 6      | 3      | 0      | CLE(8w) | 4      | 5      | 0      | HOU    | 1      | 8      | 0      |        |        |        |        |        |        |        |        |
| 1981 | CIN(1s)  | 12       | 4        | 0        | PIT     | 8      | 8      | 0      | HOU     | 7      | 9      | 0      | CLE    | 5      | 11     | 0      |        |        |        |        |        |        |        |        |
| 1980 | CLE(2d)  | 11       | 5        | 0        | HOU(5w) | 11     | 5      | 0      | PIT     | 9      | 7      | 0      | CIN    | 6      | 10     | 0      |        |        |        |        |        |        |        |        |
| 1979 | PIT(2v)  | 12       | 4        | 0        | HOU(4c) | 11     | 5      | 0      | CLE     | 9      | 7      | 0      | CIN    | 4      | 12     | 0      |        |        |        |        |        |        |        |        |
| 1978 | PIT(1v)  | 14       | 2        | 0        | HOU(5c) | 10     | 6      | 0      | CLE     | 8      | 8      | 0      | CIN    | 4      | 12     | 0      |        |        |        |        |        |        |        |        |
| 1977 | PIT(3d)  | 9        | 5        | 0        | CIN     | 8      | 6      | 0      | HOU     | 8      | 6      | 0      | CLE    | 6      | 8      | 0      |        |        |        |        |        |        |        |        |
| 1976 | PIT(3c)  | 10       | 4        | 0        | CIN     | 10     | 4      | 0      | CLE     | 9      | 5      | 0      | HOU    | 5      | 9      | 0      |        |        |        |        |        |        |        |        |
| 1975 | PIT(1v)  | 12       | 2        | 0        | CIN(4d) | 11     | 3      | 0      | HOU     | 10     | 4      | 0      | CLE    | 3      | 11     | 0      |        |        |        |        |        |        |        |        |
| 1974 | PIT(v)   | 10       | 3        | 1        | HOU     | 7      | 7      | 0      | CIN     | 7      | 7      | 0      | CLE    | 4      | 10     | 0      |        |        |        |        |        |        |        |        |
| 1973 | CIN(d)   | 10       | 4        | 0        | PIT(d)  | 10     | 4      | 0      | CLE     | 7      | 5      | 2      | HOU    | 1      | 13     | 0      |        |        |        |        |        |        |        |        |
| 1972 | PIT(c)   | 11       | 3        | 0        | CLE(d)  | 10     | 4      | 0      | CIN     | 8      | 6      | 0      | HOU    | 1      | 13     | 0      |        |        |        |        |        |        |        |        |
| 1971 | CLE(d)   | 9        | 5        | 0        | PIT     | 6      | 8      | 0      | HOU     | 4      | 9      | 1      | CIN    | 4      | 10     | 0      |        |        |        |        |        |        |        |        |
| 1970 | CIN(d)   | 8        | 6        | 0        | CLE     | 7      | 7      | 0      | PIT     | 5      | 9      | 0      | HOU    | 3      | 10     | 1      |        |        |        |        |        |        |        |        |

### NFL東カンファレンス・センチュリー地区（1967年-1969年）
- PIT:ピッツバーグ・スティーラーズ、CLE:クリーブランド・ブラウンズ、StL:セントルイス・カージナルス、NY:ニューヨーク・ジャイアンツ、NO:ニューオーリンズ・セインツ
- 括弧内の文字はv：スーパーボウル（AFL-NFLワールドチャンピオンシップゲーム）優勝、s：スーパーボウル敗退・NFL優勝、n：NFL決勝敗退・カンファレンス優勝、c：カンファレンス決勝敗退
- プレイオフは地区優勝チームのみ出場

| 年   | 地区優勝 | 地区優勝 | 地区優勝 | 地区優勝 | 2位    | 2位 | 2位 | 2位 | 3位    | 3位 | 3位 | 3位 | 4位    | 4位 | 4位 | 4位 |
| 年   | チーム   | 勝       | 負       | 分       | チーム | 勝  | 負  | 分  | チーム | 勝  | 負  | 分  | チーム | 勝  | 負  | 分  |
| ---- | -------- | -------- | -------- | -------- | ------ | --- | --- | --- | ------ | --- | --- | --- | ------ | --- | --- | --- |
| 1969 | CLE(n)   | 10       | 3        | 1        | NY     | 6   | 8   | 0   | StL    | 4   | 9   | 1   | PIT    | 1   | 13  | 0   |
| 1968 | CLE(n)   | 10       | 4        | 0        | StL    | 9   | 4   | 1   | NO     | 4   | 9   | 1   | PIT    | 2   | 11  | 1   |
| 1967 | CLE(c)   | 9        | 5        | 0        | NY     | 7   | 7   | 0   | StL    | 6   | 7   | 1   | PIT    | 4   | 9   | 1   |

### NFL東カンファレンス（1953年-1966年）
- CLE：クリーブランド・ブラウンズ、CHC→StL：シカゴ・カージナルス→セントルイス・カージナルス、PHI：フィラデルフィア・イーグルス、WAS：ワシントン・レッドスキンズ、PIT：ピッツバーグ・スティーラーズ、NY：ニューヨーク・ジャイアンツ、DAL：ダラス・カウボーイズ、ATL：アトランタ・ファルコンズ
- 括弧内の文字はv:NFL優勝、n：NFL決勝敗退・カンファレンス優勝

| 年                 | 優勝   | 優勝 | 優勝 | 優勝 | 2位    | 2位 | 2位 | 2位 | 3位    | 3位 | 3位 | 3位 | 4位    | 4位 | 4位 | 4位 | 5位    | 5位 | 5位 | 5位 | 6位    | 6位 | 6位 | 6位 | 7位    | 7位 | 7位 | 7位 | 8位    | 8位 | 8位 | 8位 |
| 年                 | チーム | 勝   | 負   | 分   | チーム | 勝  | 負  | 分  | チーム | 勝  | 負  | 分  | チーム | 勝  | 負  | 分  | チーム | 勝  | 負  | 分  | チーム | 勝  | 負  | 分  | チーム | 勝  | 負  | 分  | チーム | 勝  | 負  | 分  |
| ------------------ | ------ | ---- | ---- | ---- | ------ | --- | --- | --- | ------ | --- | --- | --- | ------ | --- | --- | --- | ------ | --- | --- | --- | ------ | --- | --- | --- | ------ | --- | --- | --- | ------ | --- | --- | --- |
| 1966               | DAL(n) | 10   | 3    | 1    | CLE    | 9   | 5   | 0   | PHI    | 9   | 5   | 0   | StL    | 8   | 5   | 1   | WAS    | 7   | 7   | 0   | PIT    | 5   | 8   | 1   | ATL    | 3   | 11  | 0   | NY     | 1   | 12  | 1   |
| スーパーボウル開始 |        |      |      |      |        |     |     |     |        |     |     |     |        |     |     |     |        |     |     |     |        |     |     |     |        |     |     |     |        |     |     |     |
| 1965               | CLE(n) | 11   | 3    | 0    | DAL    | 7   | 7   | 0   | NY     | 7   | 7   | 0   | WAS    | 6   | 8   | 0   | PHI    | 5   | 9   | 0   | StL    | 5   | 9   | 0   | PIT    | 2   | 12  | 0   |        |     |     |     |
| 1964               | CLE(v) | 11   | 3    | 0    | StL    | 9   | 3   | 2   | PHI    | 6   | 8   | 0   | WAS    | 6   | 8   | 0   | DAL    | 5   | 8   | 1   | PIT    | 5   | 9   | 0   | NY     | 2   | 10  | 2   |        |     |     |     |
| 1963               | NY(n)  | 11   | 3    | 0    | CLE    | 10  | 4   | 0   | StL    | 9   | 5   | 0   | PIT    | 7   | 4   | 3   | DAL    | 4   | 10  | 0   | WAS    | 3   | 11  | 0   | PHI    | 2   | 10  | 2   |        |     |     |     |
| 1962               | NY(n)  | 12   | 2    | 0    | PIT    | 9   | 5   | 0   | CLE    | 7   | 6   | 1   | WAS    | 5   | 7   | 2   | DAL    | 5   | 8   | 1   | StL    | 4   | 9   | 1   | PHI    | 3   | 10  | 1   |        |     |     |     |
| 1961               | NY(n)  | 10   | 3    | 1    | PHI    | 10  | 4   | 0   | CLE    | 8   | 5   | 1   | StL    | 7   | 7   | 0   | PIT    | 6   | 8   | 0   | DAL    | 4   | 9   | 1   | WAS    | 1   | 12  | 1   |        |     |     |     |
| 1960               | PHI(v) | 10   | 2    | 0    | CLE    | 8   | 3   | 1   | NY     | 6   | 4   | 2   | StL    | 6   | 5   | 1   | PIT    | 5   | 6   | 1   | WAS    | 1   | 9   | 2   |        |     |     |     |        |     |     |     |
| 1959               | NY(n)  | 10   | 2    | 0    | CLE    | 7   | 5   | 0   | PHI    | 7   | 5   | 0   | PIT    | 5   | 6   | 1   | WAS    | 1   | 9   | 2   | CHC    | 2   | 10  | 0   |        |     |     |     |        |     |     |     |
| 1958               | NY(n)  | 9    | 3    | 0    | CLE    | 9   | 3   | 0   | PIT    | 7   | 4   | 1   | WAS    | 4   | 7   | 1   | CHC    | 2   | 9   | 1   | PHI    | 2   | 9   | 1   |        |     |     |     |        |     |     |     |
| 1957               | CLE(n) | 9    | 2    | 1    | NY     | 7   | 5   | 0   | PIT    | 6   | 6   | 0   | WAS    | 5   | 6   | 1   | PHI    | 4   | 8   | 0   | CHC    | 3   | 9   | 0   |        |     |     |     |        |     |     |     |
| 1956               | NY(v)  | 8    | 3    | 1    | CHC    | 7   | 5   | 0   | WAS    | 6   | 6   | 0   | CLE    | 5   | 7   | 0   | PIT    | 5   | 7   | 0   | PHI    | 3   | 8   | 1   |        |     |     |     |        |     |     |     |
| 1955               | CLE(v) | 9    | 2    | 1    | WAS    | 8   | 4   | 0   | NY     | 6   | 5   | 1   | CHC    | 4   | 7   | 1   | PHI    | 4   | 7   | 1   | PIT    | 4   | 8   | 0   |        |     |     |     |        |     |     |     |
| 1954               | CLE(v) | 9    | 3    | 0    | PHI    | 7   | 4   | 1   | NY     | 7   | 5   | 0   | PIT    | 5   | 7   | 0   | WAS    | 3   | 9   | 0   | CHC    | 2   | 10  | 0   |        |     |     |     |        |     |     |     |
| 1953               | CLE(n) | 11   | 1    | 0    | PHI    | 7   | 4   | 1   | WAS    | 6   | 5   | 1   | PIT    | 6   | 6   | 0   | NY     | 3   | 9   | 0   | CHC    | 1   | 10  | 1   |        |     |     |     |        |     |     |     |

### NFLアメリカン・カンファレンス（1950年-1952年）
- CLE：クリーブランド・ブラウンズ、CHC：シカゴ・カージナルス、PHI：フィラデルフィア・イーグルス、WAS：ワシントン・レッドスキンズ、PIT：ピッツバーグ・スティーラーズ、NYG→NY：ニューヨーク・ジャイアンツ
- 括弧内の文字はv:NFL優勝、n：NFL決勝敗退・カンファレンス優勝

| 年   | 優勝   | 優勝 | 優勝 | 優勝 | 2位    | 2位 | 2位 | 2位 | 3位    | 3位 | 3位 | 3位 | 4位    | 4位 | 4位 | 4位 | 5位    | 5位 | 5位 | 5位 | 6位    | 6位 | 6位 | 6位 |
| 年   | チーム | 勝   | 負   | 分   | チーム | 勝  | 負  | 分  | チーム | 勝  | 負  | 分  | チーム | 勝  | 負  | 分  | チーム | 勝  | 負  | 分  | チーム | 勝  | 負  | 分  |
| ---- | ------ | ---- | ---- | ---- | ------ | --- | --- | --- | ------ | --- | --- | --- | ------ | --- | --- | --- | ------ | --- | --- | --- | ------ | --- | --- | --- |
| 1952 | CLE(n) | 8    | 4    | 0    | NY     | 7   | 5   | 0   | PHI    | 7   | 5   | 0   | PIT    | 5   | 7   | 0   | CHC    | 4   | 8   | 0   | WAS    | 4   | 8   | 0   |
| 1951 | CLE(n) | 11   | 1    | 0    | NYG    | 9   | 2   | 1   | WAS    | 5   | 7   | 0   | PIT    | 4   | 7   | 1   | PHI    | 4   | 8   | 0   | CHC    | 3   | 9   | 0   |
| 1950 | CLE(v) | 10   | 2    | x    | NYG    | 10  | 2   | x   | PHI    | 6   | 6   | x   | PIT    | 6   | 6   | x   | CHC    | 5   | 7   | x   | WAS    | 3   | 9   | x   |

### AAFC（1946年-1949年）
- 1949年：リーグ優勝
- 1948年：リーグ優勝
- 1947年：リーグ優勝
- 1946年：リーグ優勝

## 主な選手

### 永久欠番
| クリーブランド・ブラウンズ 永久欠番一覧 |                    |             |            |                      |
| 背番号                                  | 選手               | 選手        | ポジション | 在籍期間             |
| 14                                      | オットー・グレアム | Otto Graham | QB         | 1946-1955            |
| 32                                      | ジム・ブラウン     | Jim Brown   | FB         | 1957-1965            |
| 45                                      | アーニー・デービス | Ernie Davis | HB         | 1962                 |
| 46                                      | ドン・フレミング   | Don Fleming | S          | 1960-1962            |
| 76                                      | ルー・グローザ     | Lou Groza   | OT, K      | 1946-1959, 1961-1967 |

### プロフットボール殿堂入り
| プロフットボール殿堂入りメンバー一覧 |                          |                   |              |                      |        |
| 選手                                 |                          |                   |              |                      |        |
| 背番号                               | 名前                     | 名前              | ポジション   | 在籍期間             | 選出年 |
| 60, 14                               | オットー・グレアム       | Otto Graham       | QB           | 1946–1955            | 1965   |
| 76, 36                               | マリオン・モトリー       | Marion Motley     | FB           | 1946–1953            | 1968   |
| 32                                   | ジム・ブラウン           | Jim Brown         | FB           | 1957–1965            | 1971   |
| 46, 76                               | ルー・グローザ           | Lou Groza         | OT, K        | 1946–1959, 1961–1967 | 1974   |
| 56, 86                               | ダンテ・ラベリ           | Dante Lavelli     | WR           | 1946–1956            | 1975   |
| 53, 80                               | レン・フォード           | Len Ford          | DE           | 1950–1957            | 1976   |
| 30, 45, 60                           | ビル・ウィリス           | Bill Willis       | T, OG        | 1946–1953            | 1977   |
| 77                                   | ウィリー・デービス       | Willie Davis      | DE           | 1958–1959            | 1981   |
| 83                                   | ダグ・アトキンス         | Doug Atkins       | DE           | 1953–1954            | 1982   |
| 49                                   | ボビー・ミッチェル       | Bobby Mitchell    | WR, RB, HB   | 1958–1961            | 1983   |
| 42                                   | ポール・ウォーフィールド | Paul Warfield     | WR           | 1964–1969, 1976–1977 | 1983   |
| 74                                   | マイク・マコーマック     | Mike McCormack    | T            | 1954–1962            | 1984   |
| 22, 52                               | フランク・ギャツキ       | Frank Gatski      | C            | 1946–1956            | 1985   |
| 18                                   | レン・ドーソン           | Len Dawson        | QB           | 1960–1961            | 1987   |
| 65                                   | チャック・ノール         | Chuck Noll        | RG, LB       | 1953–1959            | 1993   |
| 44                                   | リロイ・ケリー           | Leroy Kelly       | RB           | 1964–1973            | 1994   |
| 72                                   | ヘンリー・ジョーダン     | Henry Jordan      | DT           | 1957–1958            | 1995   |
| 96, 44                               | ドン・シュラ             | Don Shula         | DB           | 1951–1952            | 1997   |
| 29                                   | トミー・マクドナルド     | Tommy McDonald    | WR           | 1968                 | 1998   |
| 82                                   | オジー・ニューサム       | Ozzie Newsome     | TE           | 1978–1990            | 1999   |
| 64                                   | ジョー・ドゥラムリア     | Joe DeLamielleure | OG           | 1980–1984            | 2003   |
| 66                                   | ジーン・ヒッカーソン     | Gene Hickerson    | OG           | 1958–1960, 1962–1973 | 2007   |
| 58, 88                               | マック・スピーディー     | Mac Speedie       | End          | 1946–1952            | 2020   |
| 53                                   | ビル・カウアー           | Bill Cowher       | LB           | 1980–1982            | 2020   |
| -                                    | ビル・カウアー           | Bill Cowher       | コーチ       | 1985–1988            | 2020   |
| コーチ・エグゼクティブ               |                          |                   |              |                      |        |
| 名前                                 | 名前                     | 名前              | 役職         | 在籍期間             | 選出年 |
| ポール・ブラウン                     | ポール・ブラウン         | Paul Brown        | ヘッドコーチ | 1946–1962            | 1967   |
| フォレスト・グレッグ                 | フォレスト・グレッグ     | Forrest Gregg     | ヘッドコーチ | 1975–1977            | 1977   |

## 歴代ヘッドコーチ
- ポール・ブラウン (1946-1962)
- ブラントン・コリエル (1963-1970)
- ニック・スコリッチ (1971-1974)
- フォレスト・グレッグ (1975-1977)
- ディック・マゼロウスキ (1977)
- サム・ラティグリアーノ (1978-1984)
- マーティ・ショッテンハイマー (1984-1988)
- バド・カーソン (1989-1990)
- ジム・ショフナー (1990)
- ビル・ベリチック (1991-1995)
- クリス・パーマー (1999-2000)
- ブッチ・デービス (2001-2004)
- テリー・ロビスキー (2004)
- ロメオ・クレネル (2005-2008)
- エリック・マンジーニ (2009-2010)
- パット・シューマー (2011-2012)
- ロブ・チャドジンスキー (2013)
- マイク・ペティン (2014-2015)
- ヒュー・ジャクソン (2016-2018)
- グレッグ・ウィリアムズ (2018) 臨時
- フレディ・キッチンズ (2019)
- ケヴィン・ステファンスキー (2020-現在)

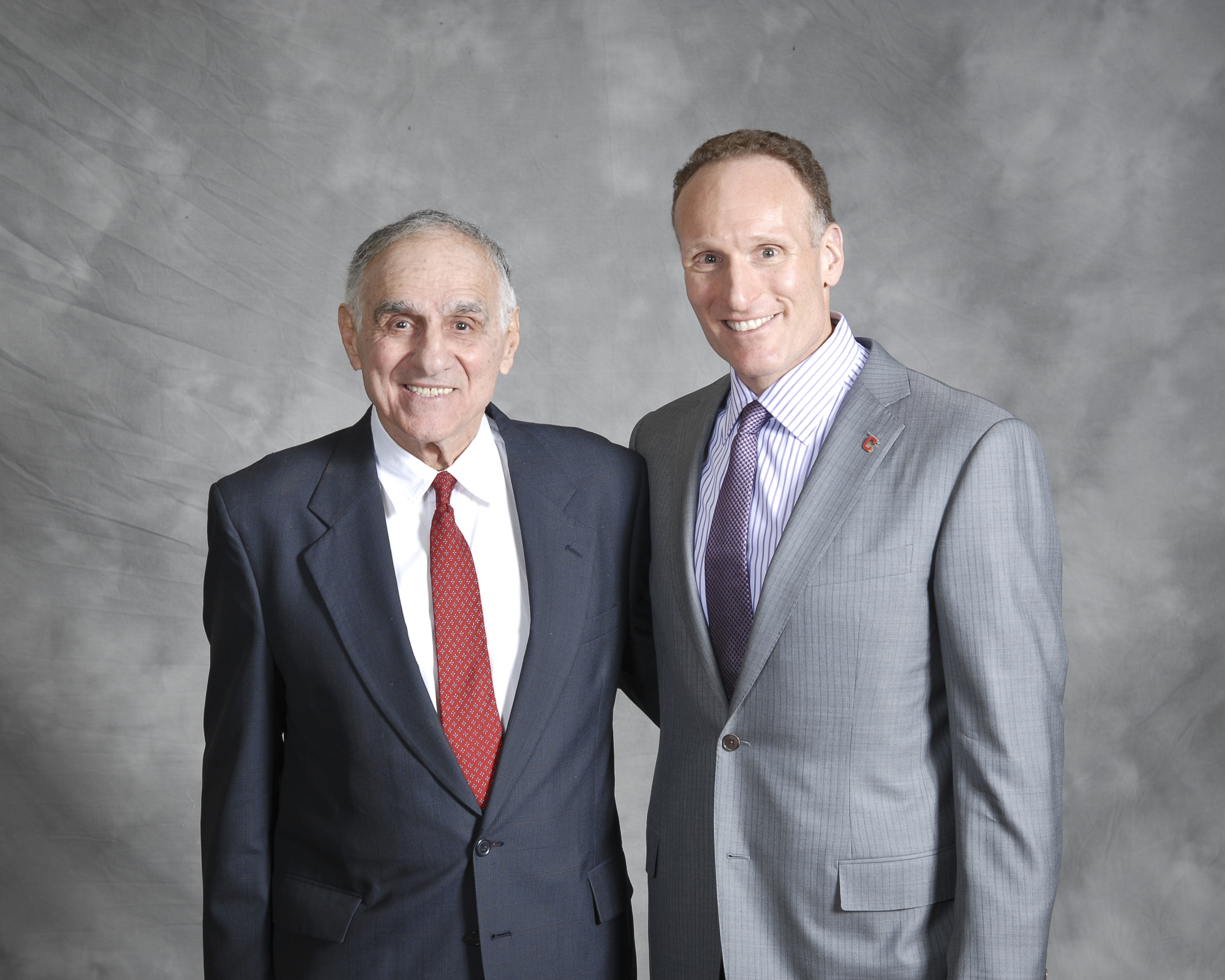
サム・ラティグリアーノ（左）
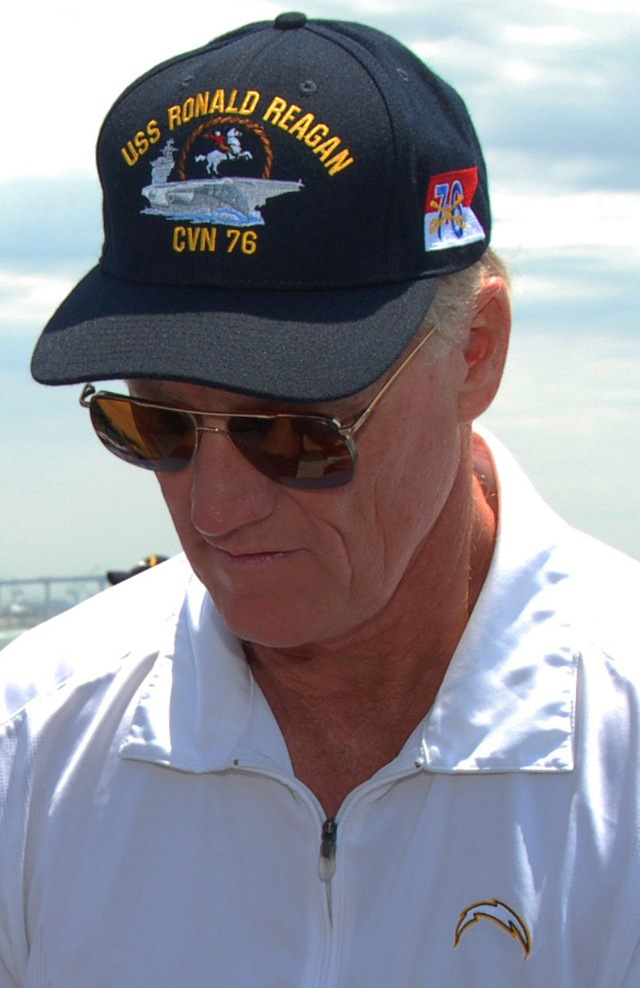
マーティ・ショッテンハイマー
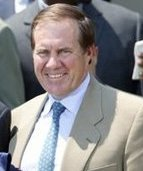
ビル・ベリチック
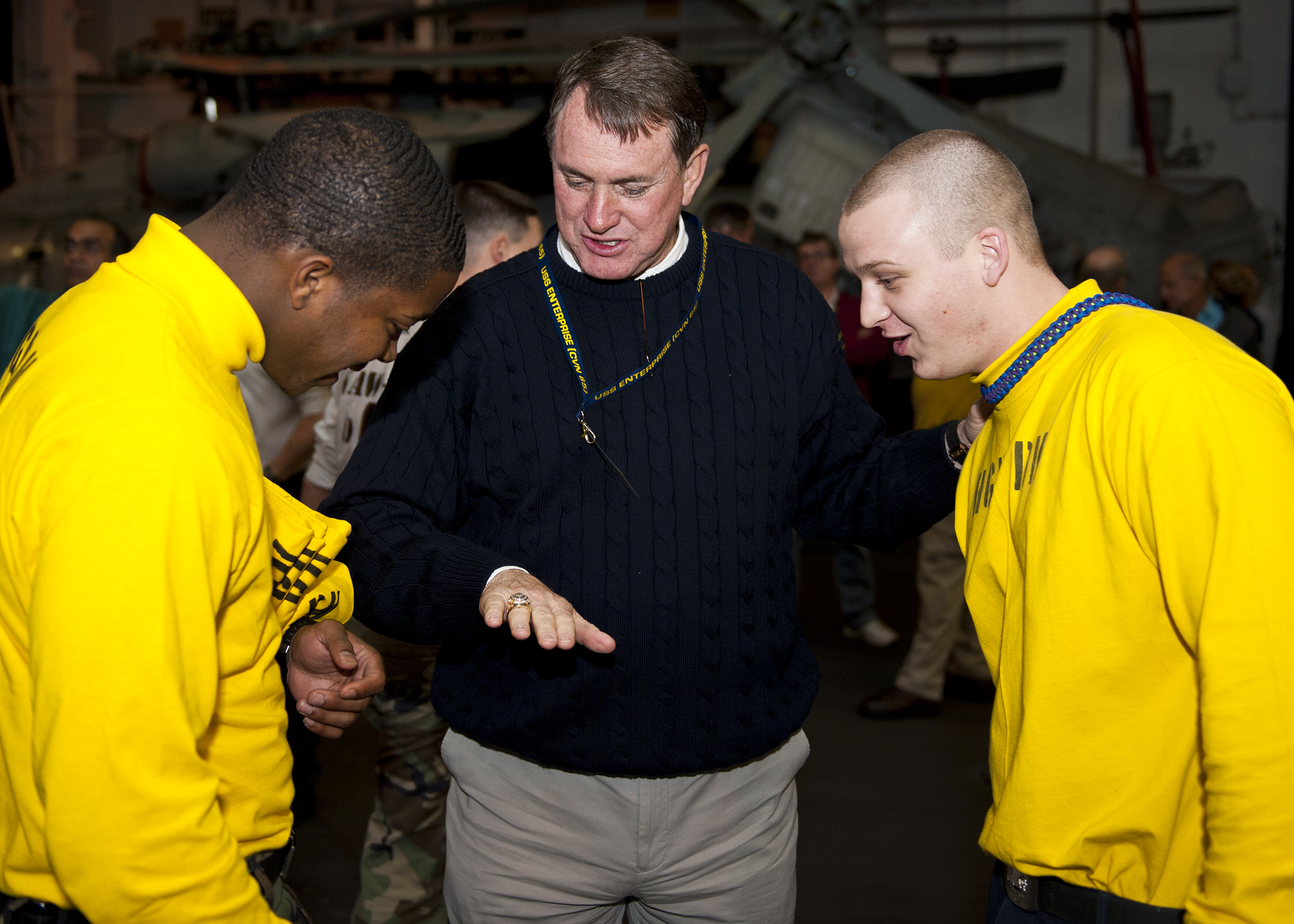
ブッチ・デービス
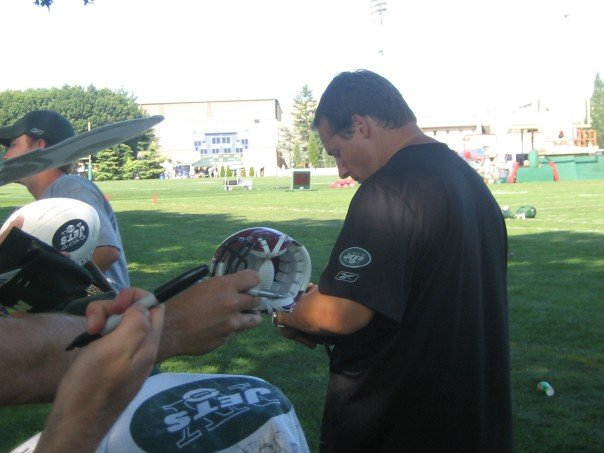
エリック・マンジーニ
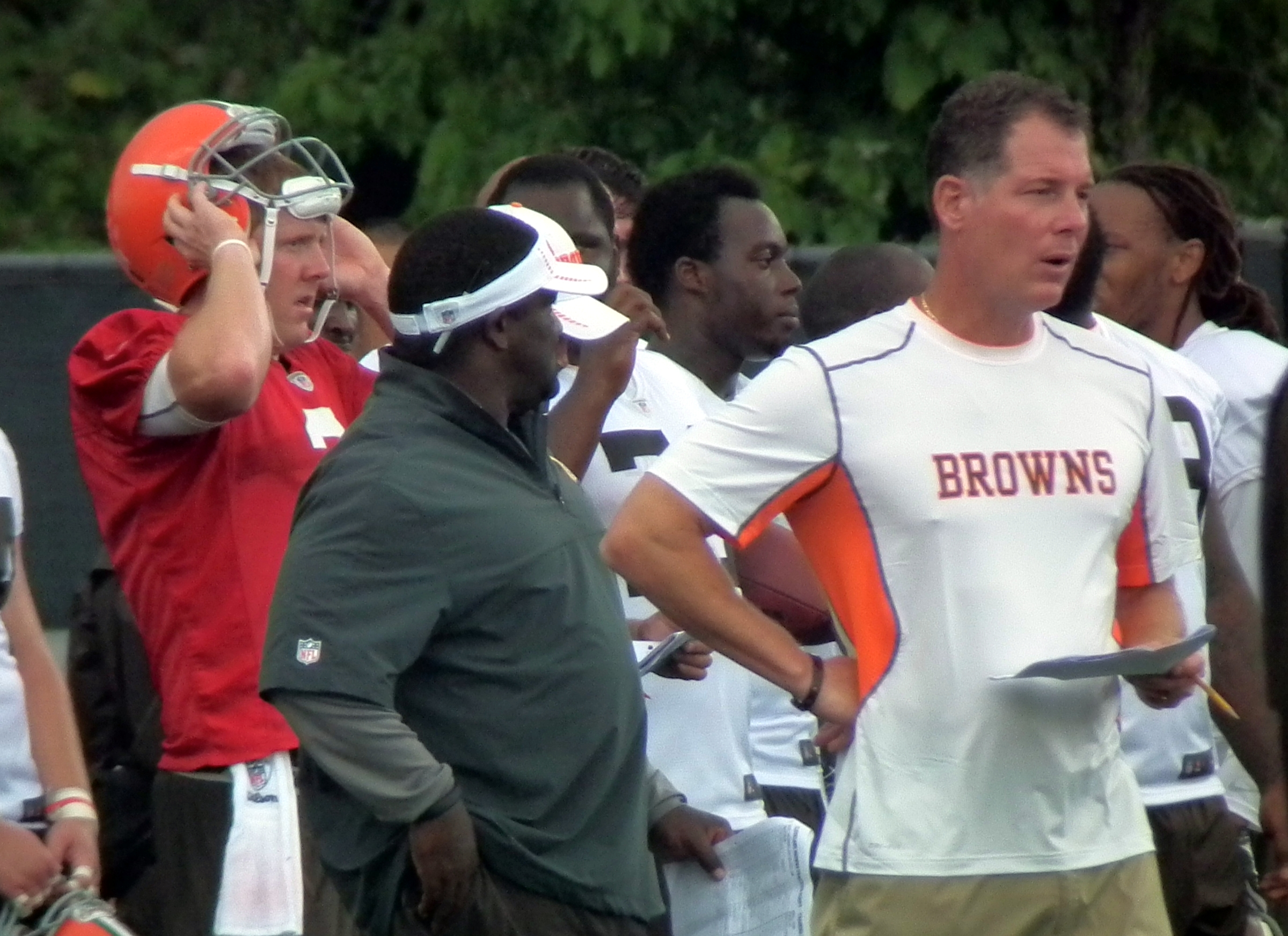
パット・シューマー（右）

## その他
2014年公開の映画ドラフト・デイでは、現実のチームと同じく長く成績の低迷する弱小チームとして描かれている。